# Jilemnice
Jilemnice (německy Starkenbach, někdy Gilemnitz) je podkrkonošské město v okrese Semily. Je jedním z měst, která si činí nárok na označení „brána do Krkonoš“, přičemž je přirozeným centrem pro střední část západních Krkonoš a Podkrkonoší. Žije zde přibližně 5 400 obyvatel.
Přesné datum založení města je neznámé, zajímavý je však půdorys centra města, ukazující na jeho plánovité založení, nikoli živelné osídlení. Město bylo centrem štěpanického panství, které bylo v roce 1492 spolu s městem rozděleno mezi Heníka a Hynka z Valdštejna. Jilemnici pak vlastnil rod Valdštejnů, pánové z Újezdce a Kúnic, Křinečtí z Ronova, Harantové z Polžic a nakonec v roce 1701 bylo město opět sjednoceno Ferdinandem Bonaventurou z Harrachu. Právě s rodem Harrachů přišel rozvoj města, zejména v oblastech plátenictví a sportu. Od roku 1850 do roku 1960 byla Jilemnice též okresním městem. V roce 1894 zde vznikl Český krkonošský spolek SKI Jilemnice, nejstarší český lyžařský spolek. Město leželo na hranicích Sudet a na konci druhé světové války zde proběhlo protinacistické povstání.
V současnosti (2024) je město známé zejména díky turistickému ruchu a sportům. Z Jilemnice pochází i cenami oceněná lidskoprávní platforma Mnoho světů v Jilemnici.

## Historie

### Založení města
Založení z doby přemyslovské kolonizace pohraničních území naznačují pouze archeologické nálezy. Přesné založení a urbanistický vývoj města datovat nelze; několikrát zcela vyhořelo (1788, 1803) a písemné prameny z doby před rokem 1356 se nezachovaly. Jilemnice tedy pravděpodobně vznikla v době valdštejnské pojizerské kolonizace. Ta po roce 1250 dospěla až na Jilemnicko a její čeští lokátoři založili zde dvě vsi podle svého jména, totiž Martinice a Štěpanice. Mezi nimi pak ve vykácených lesích podle původního porostu vznikla ves Jilem (první připomínka pochází z roku 1393 – uvádí se ves Jilmen).
Vystavěním hradu Štěpanice vzniklo nové panství, které potřebovalo hospodářský střed. U hradu místo nebylo, a proto po roce 1300, nejspíše okolo roku 1325 vedle vsi Jilmu, na křižovatce cest z Martinic do Štěpanic a z Mříčné do Valteřic, byla založena osada Jilemnice.
Osada Jilemnice (Gilempnicz) je poprvé zmiňována v polovině 14. století, a to v konfirmačních knihách pražského arcibiskupství: doklad o existenci plebánie k roku 1356 znamená, že zdejší kostel svatého Vavřince byl staršího data. Roku 1362 zde sídlil Kunát z Jilemnice. Roku 1394 je doložena farní správa.

### Střídání majitelů a třicetiletá válka

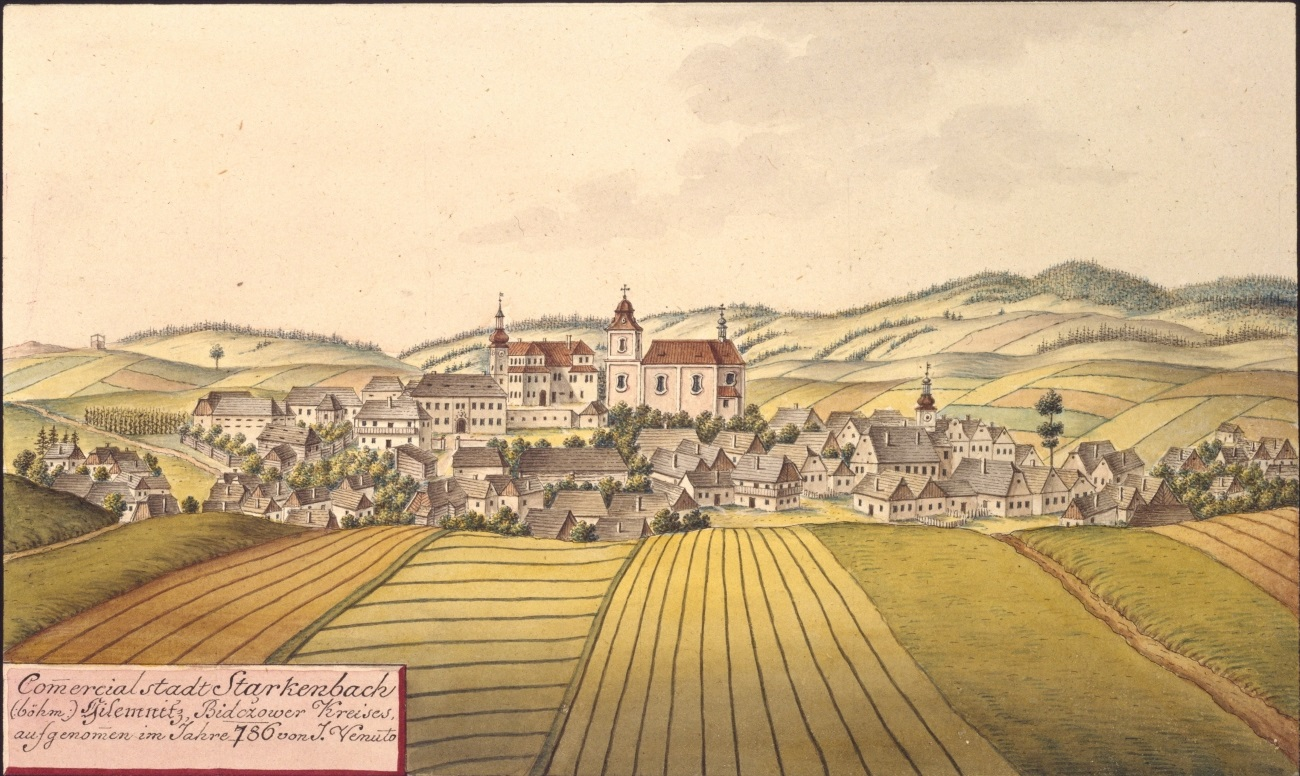
Pohled na trhové město Jilemnice, kresba Johanna Venuta z roku 1786

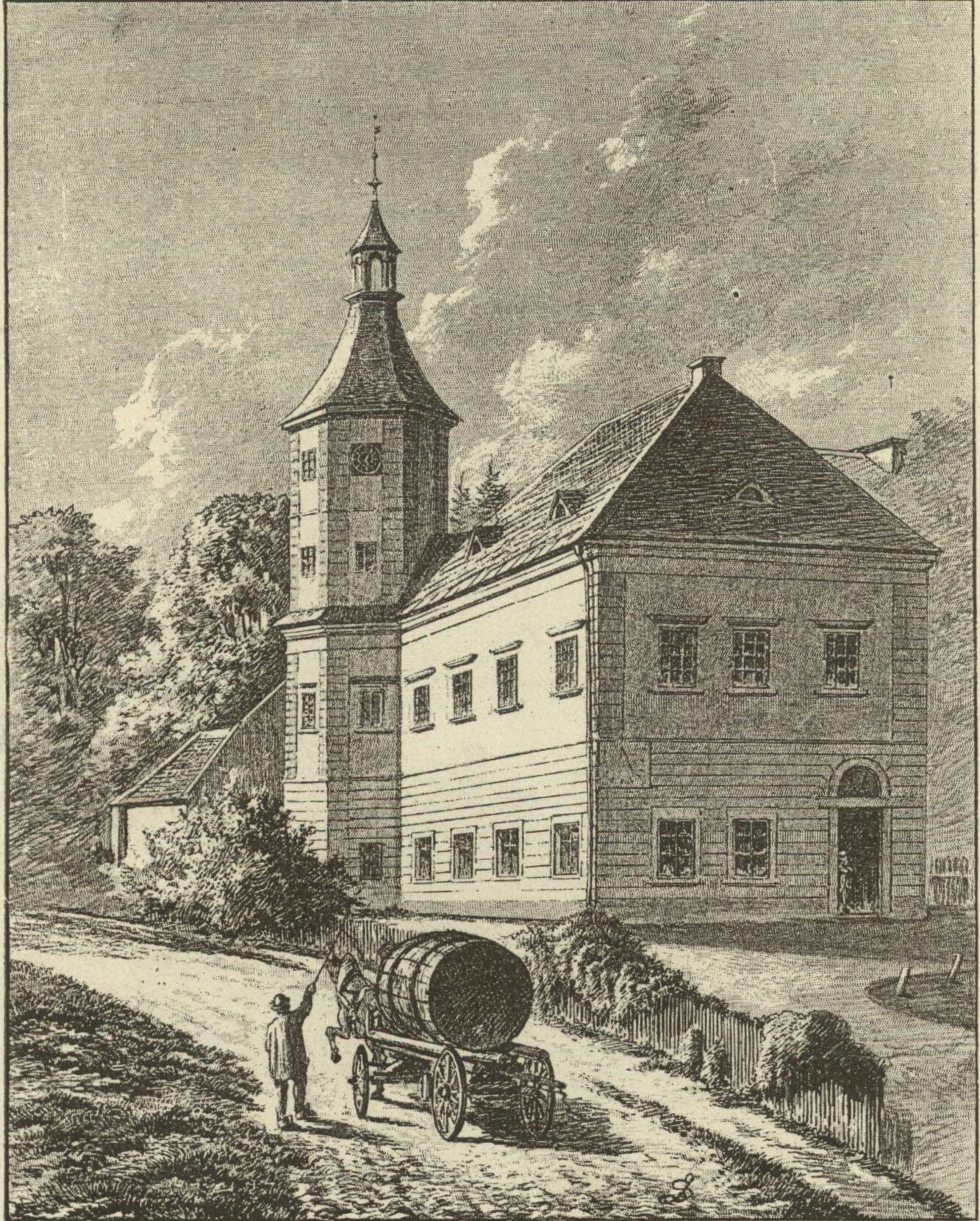
Kresba Jilemnického zámku před dostavbou

Jilemnice od roku 1378 byla v centru štěpanického panství pánů z Valdštejna. V roce 1492 došlo k rozdělení štěpanického panství na část jilemnickou (Hynek z Valdštejna) a štěpanickou (Heník z Valdštejna). Heník († 1504) si však panství neudržel, a tak i štěpanická část připadá druhé valdštejnské větvi.
V roce 1522 přešlo jilemnické panství do rukou pánů Jilemnických z Újezdce a Kunic a roku 1577 do držení pánů Křineckých z Ronova. Ti údajně na troskách tvrze dali postavit zámek, který později dvakrát rozšířili Harrachové. Během třicetileté války (rok 1624) byli Křinečtí donuceni odprodat panství Albrechtu z Valdštejna, avšak protože jim až do své smrti nezaplatil, zůstalo panství Křineckým. Město bylo díky své relativně odlehlé poloze uchráněno válečných konfliktů třicetileté války až do roku 1634, kdy bylo vypáleno Švédy. V roce 1637 koupil panství za 64 000 kop míšeňských manžel Barbory Křinecké Jan Vilém Harant z Polžic a Bezdružic, syn Kryštofa Haranta, jednoho z českých pánů, popravených 21. června 1621 na Staroměstském náměstí v Praze. Po Janu Vilému Harantovi spravovali panství jilemnické Kryštof Bohumír Harant, Adolf Vilém Harant a František Pavel Harant z Polžic a Bezdružic.

### Spojení města a rozvoj
Mezník představuje rok 1701, kdy město přešlo do rukou rodu Harrachů. Ti spojili obě části obce, Valdštejny v roce 1492 rozdělené, a rozvíjeli místní průmysl, zejména sklářství a plátenictví. Město i v tomto období několikrát vyhořelo: mohutné požáry postihly obyvatele v letech 1788, 1803, 1838. Další rozmach nastal koncem 19. století, kdy Jan Nepomuk František hrabě Harrach ve spolupráci se starostou Františkem Xaverem Jeriem nechal vybudovat železniční trať z Martinic do Rokytnice nad Jizerou. Hrabě Harrach také nechal na Jilemnicko přivézt z Norska první lyže (pro potřeby svých hajných); díky jeho podpoře v roce 1895 vznikl v Jilemnici Český krkonošský spolek Ski a o několik let později se uskutečnily první závody na lyžích. Za starostů F. X. Jerieho a Karla Čermáka bylo město elektrifikováno, vybudován gravitační vodovod z vrchu Žalý, postaveno gymnázium, muzeum a občanská záložna. Hospodářský rozmach přinesl rozvoj turistického ruchu, díky němuž je město označováno jako kolébka českého lyžování.

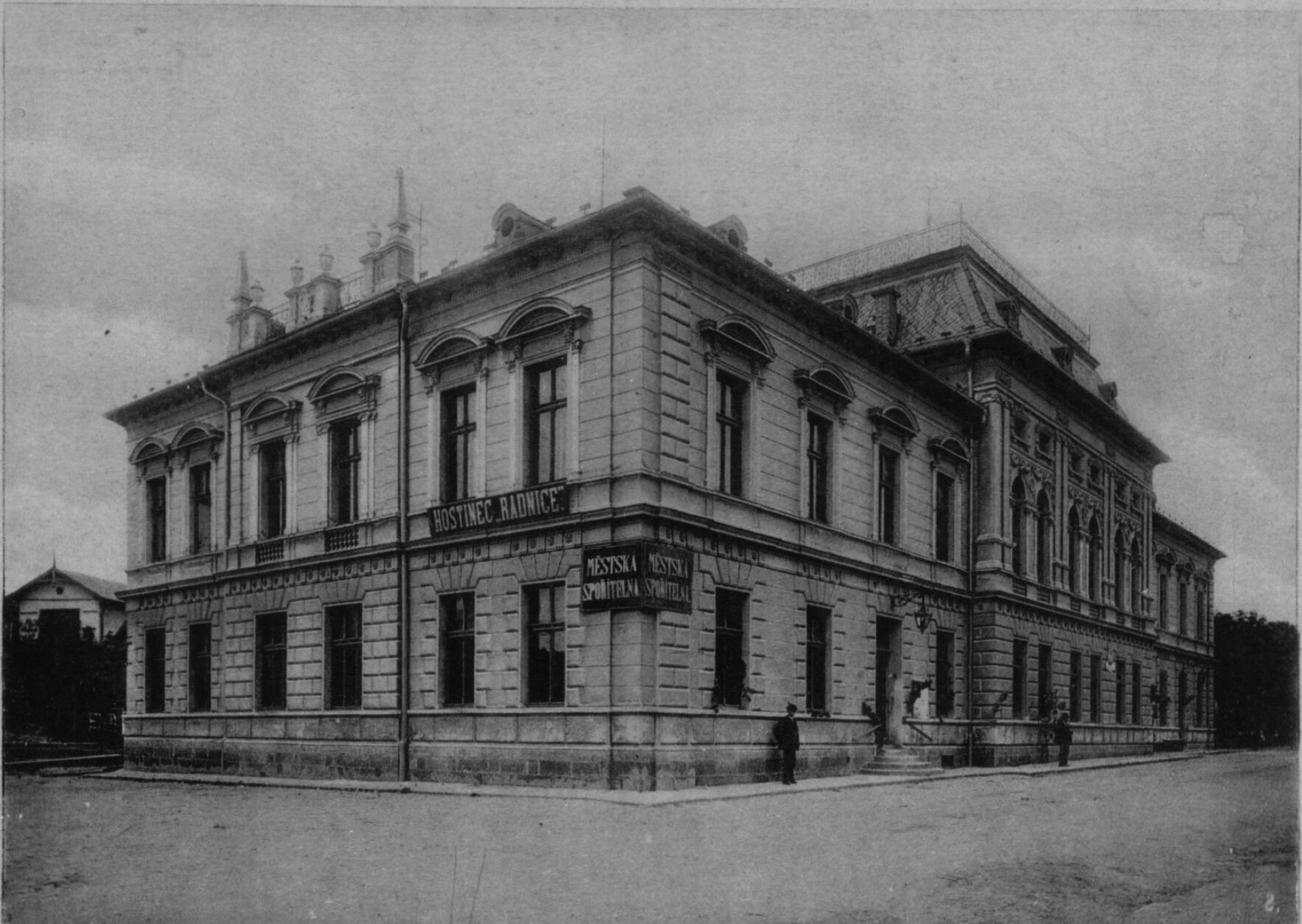
Radnice (dnes ZŠ Jana Harracha) v roce 1901
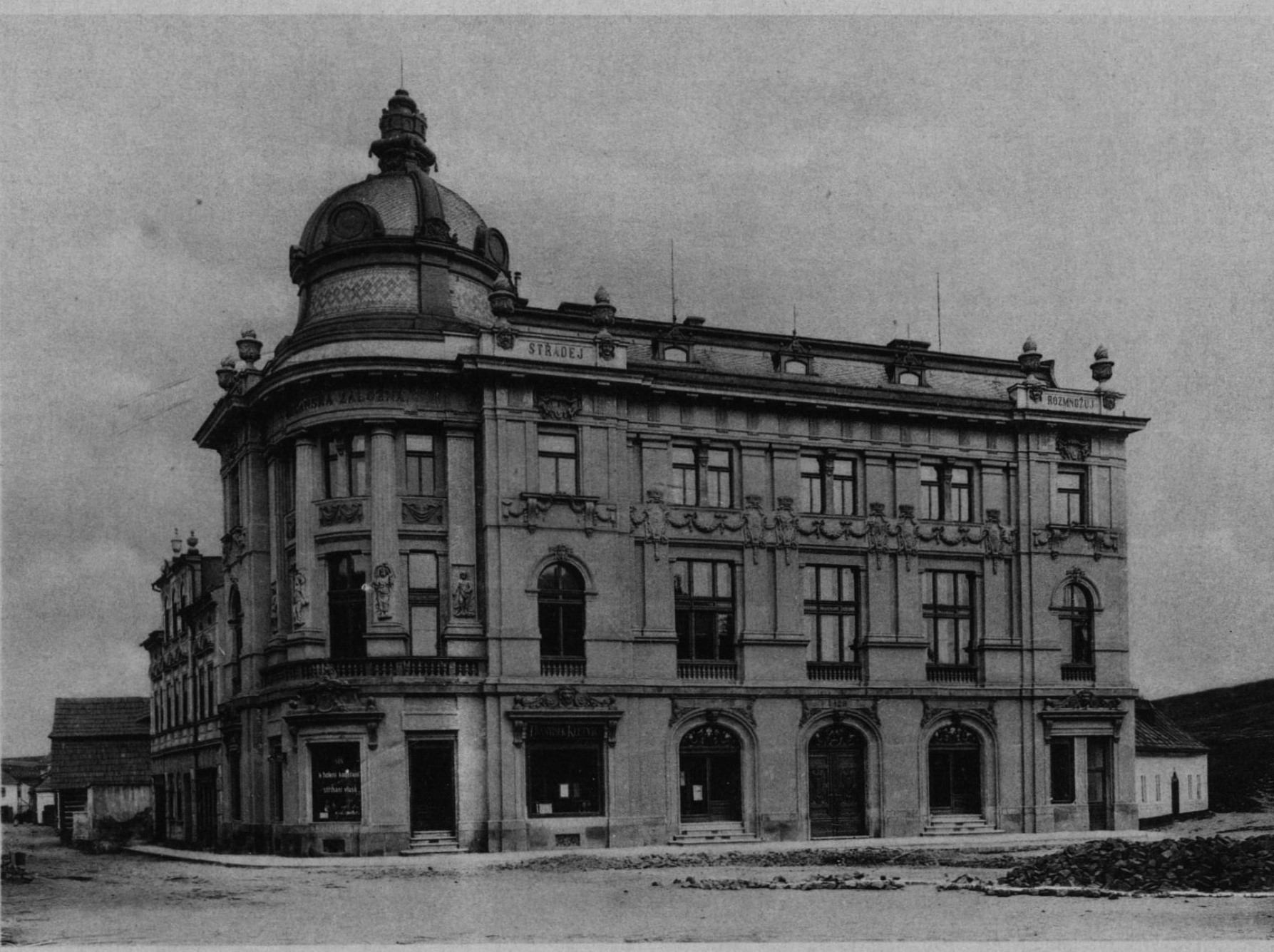
Občanská záložna v roce 1901
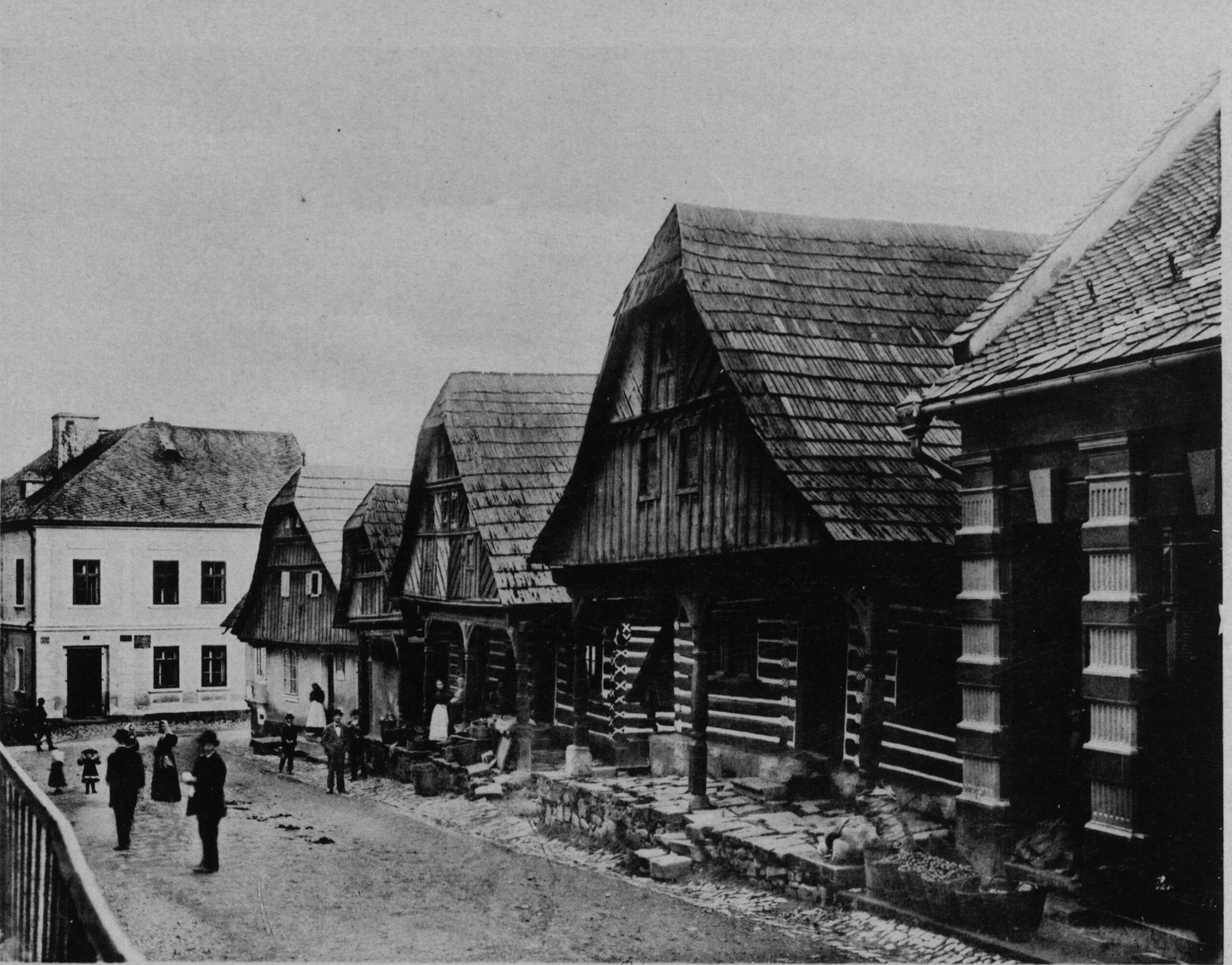
Palackého (dnes Kavánova) ulice v roce 1901
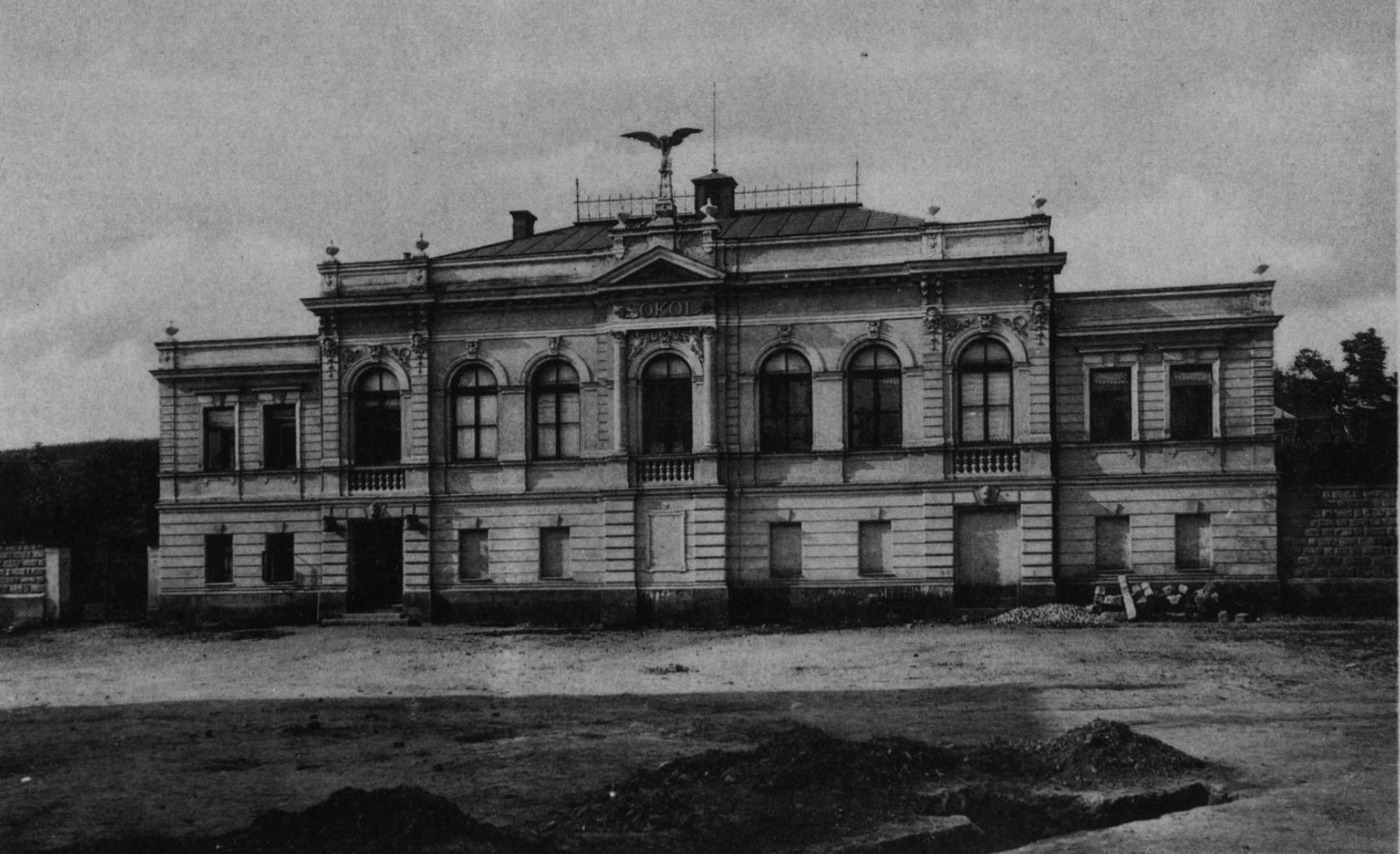
Budova sokolovny v roce 1901
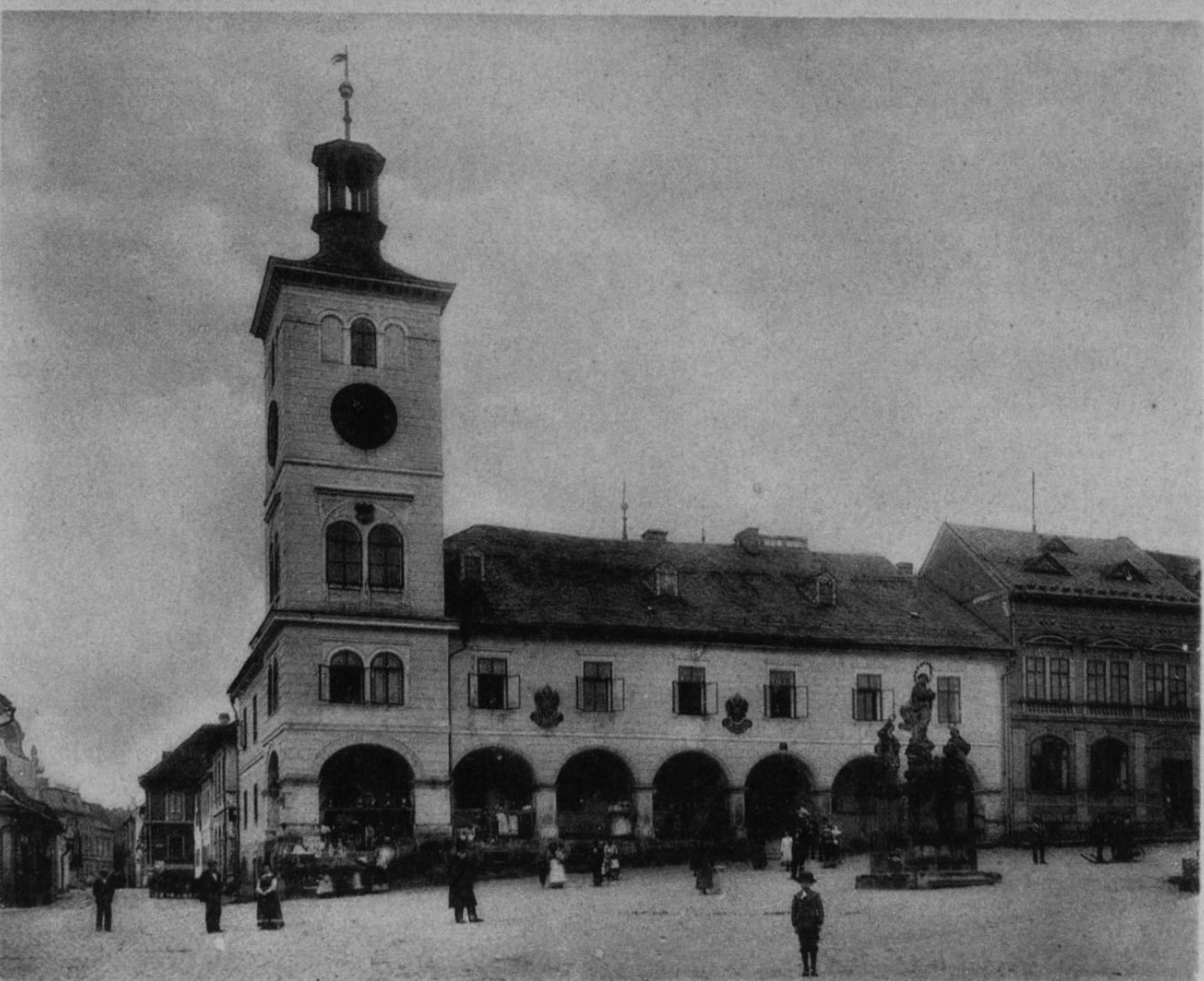
Radnice v roce 1901
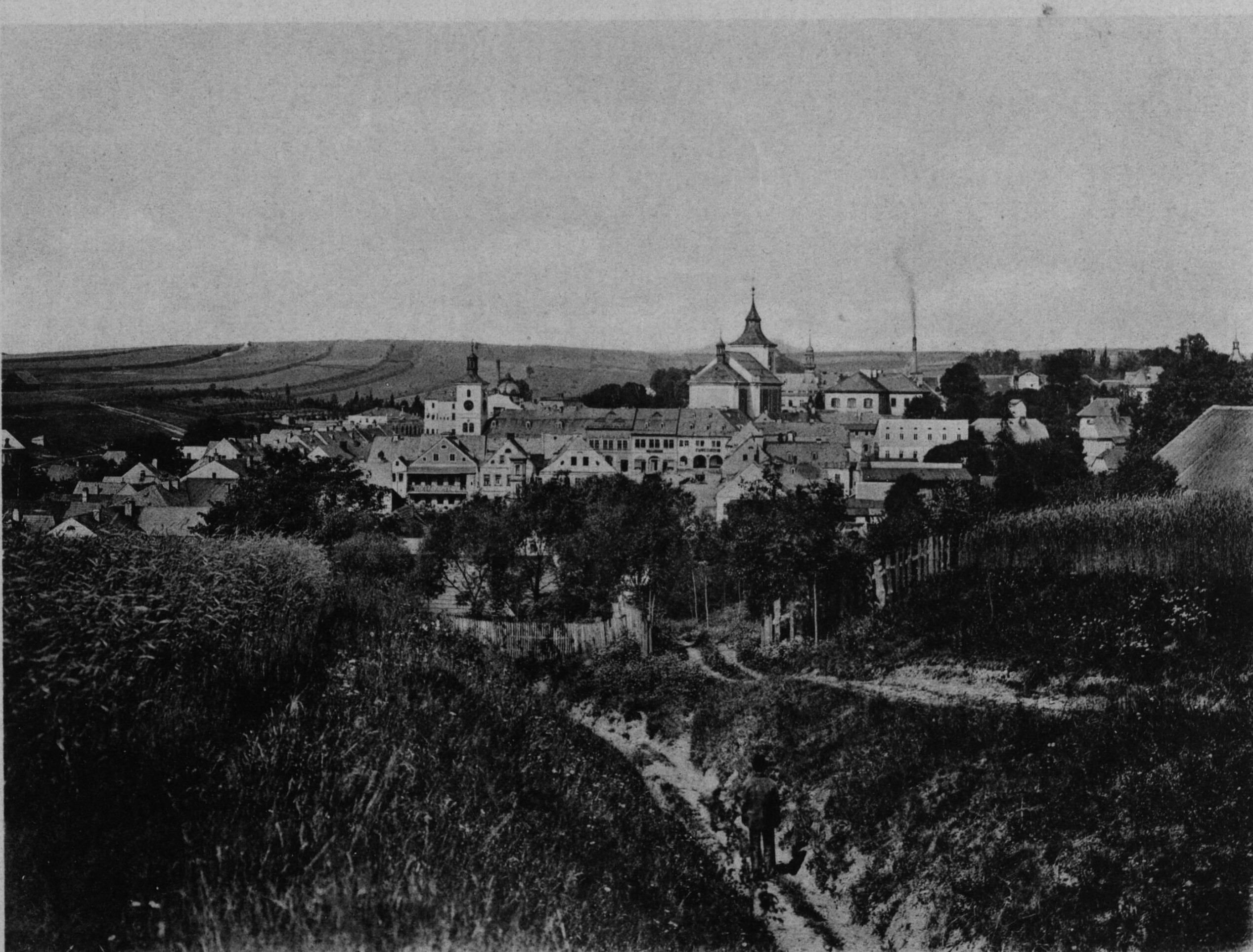
Pohled na město z východu v roce 1901

### Světové války

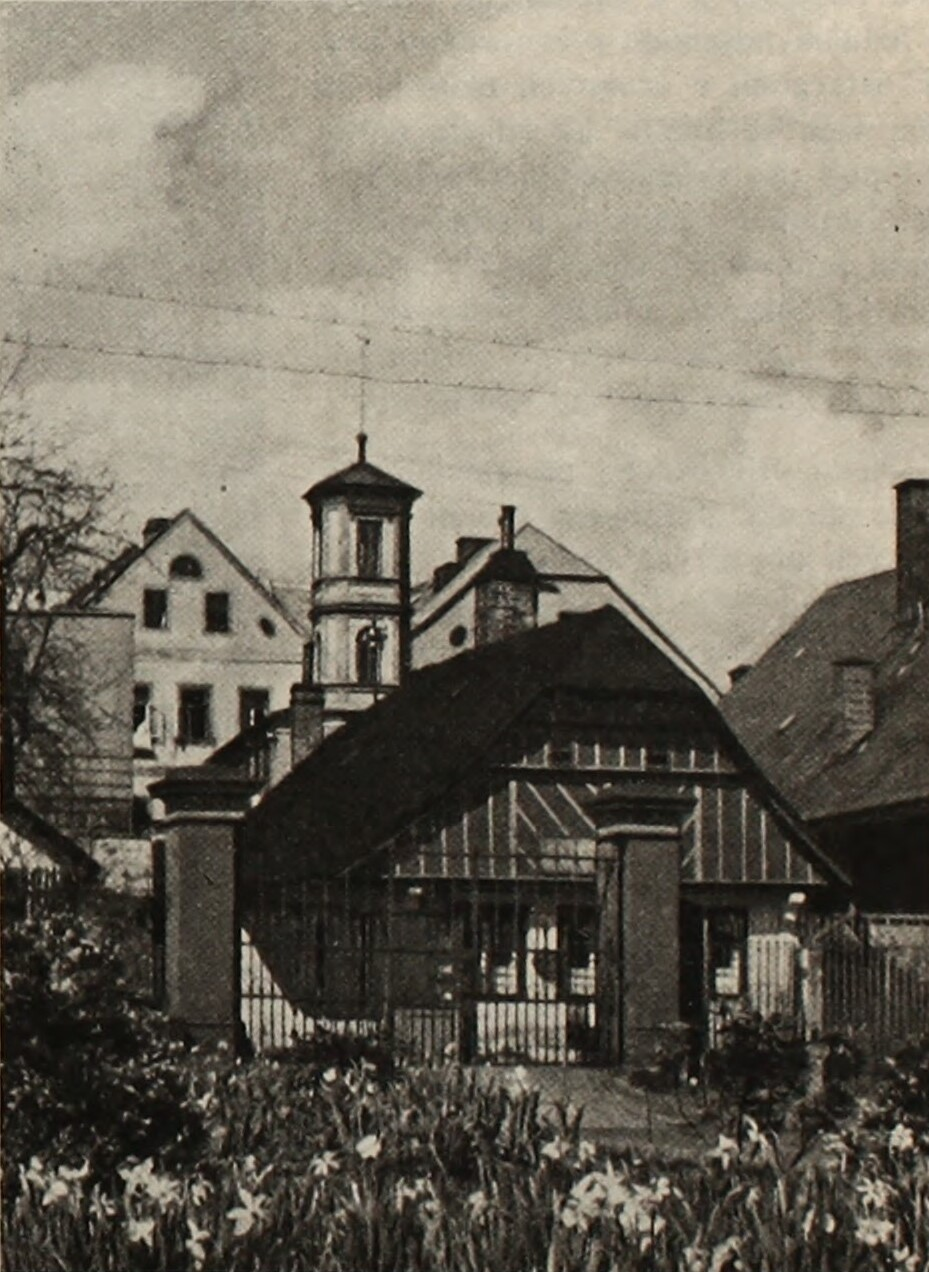
Dnes již neexistující roubenka v Dolení ulici, za ní se tyčí věž sodovkárny Josefa Knoblocha

Rozvoj města přerušila až první světová válka, během níž utrpělo velké lidské a kvůli vysokým odvodům i materiální ztráty. V čele radnice stál talentovaný právník JUDr. Karel Čermák, který využíval svých kontaktů a dokázal tak, ve spolupráci s Ottou hrabětem Harrachem, zajistit mimořádné dodávky surovin. Dokázal se postavit i místodržitelství, když například v roce 1916 odmítl jako předseda městské spořitelny upsat státu válečnou půjčku. První světová válka si v Jilemnici a Hrabačově vyžádala 132 obětí.
Rozvoj města pokračoval i v meziválečném období; zastavila jej až okupace. Jilemnice byla na hranicích Sudet, v Hrabačově byl lazaret Volkssturmu. Působily zde protinacistické odbojové skupiny, hlavně Obrana národa v čele s Ladislavem Nebeským, Josefem Vaňkem a Josefem Bernardem.
V květnu 1945 zde proběhlo povstání proti nacistům, které si vyžádalo život 16 místních občanů a dvou vojáků Rudé armády. Další obětí války byl např. starosta JUDr. Josef Vancl, který zemřel v koncentračním táboře Osvětim. Díky energickému zásahu hraběte Kolowrata a jeho vyjednávání však předání moci proběhlo v relativním klidu. Předsedou ONV v Jilemnici se stal Josef Zeman za ČSNS, který se po komunistickém puči stal agentem-chodcem a navázal styky s místními odbojáři.

### Poválečné období
Po únoru 1948 proběhla v Jilemnici vnucená restrukturalizace průmyslu a někteří občané byli zatčeni či odvlečeni do pracovních táborů. V roce 1952 se ve velkém sále továrny Technolen konal proces s velezrádci a špiony z Jilemnicka, v němž byli odsouzeni někteří členové skupiny Lampa Václav a spol. (např. jilemnický občan Rudolf Stránský dostal trest 10 let vězení).
Po prvním zavedení okresů v roce 1850 se Jilemnice stala okresním městem. Byla jím prakticky nepřetržitě až do roku 1960, kdy byl zdejší okres sloučen do okresu Semily.
Od 26. listopadu 1999 město užívá vlajku s obrazem jilmu, jehož jméno nese.
Jilemnice získala titul Historické město roku 2012.

## Obyvatelstvo
Nejvíce obyvatel při sčítání lidu Jilemnice dosahuje v roce 1991, historického maxima pak v roce 1993, kdy počet obyvatel se těsně přiblížil hranici šesti tisíc. Nejméně obyvatel pak bylo roku 1961, což plynulo z odchodu obyvatel po druhé světové válce do průmyslovějšího Vrchlabí.
|           | 1869  | 1880  | 1890  | 1900  | 1910  | 1921  | 1930  | 1950  | 1961  | 1970  | 1980  | 1991  | 2001  | 2011  |
| --------- | ----- | ----- | ----- | ----- | ----- | ----- | ----- | ----- | ----- | ----- | ----- | ----- | ----- | ----- |
| Obyvatelé | 3 718 | 3 418 | 3 345 | 3 593 | 3 833 | 3 660 | 3 858 | 3 488 | 3 344 | 3 730 | 4 519 | 5 050 | 4 985 | 4 910 |
| Domy      | 337   | 345   | 339   | 358   | 396   | 412   | 505   | 572   | 659   | 587   | 635   | 790   | 810   | 869   |

### Náboženský život

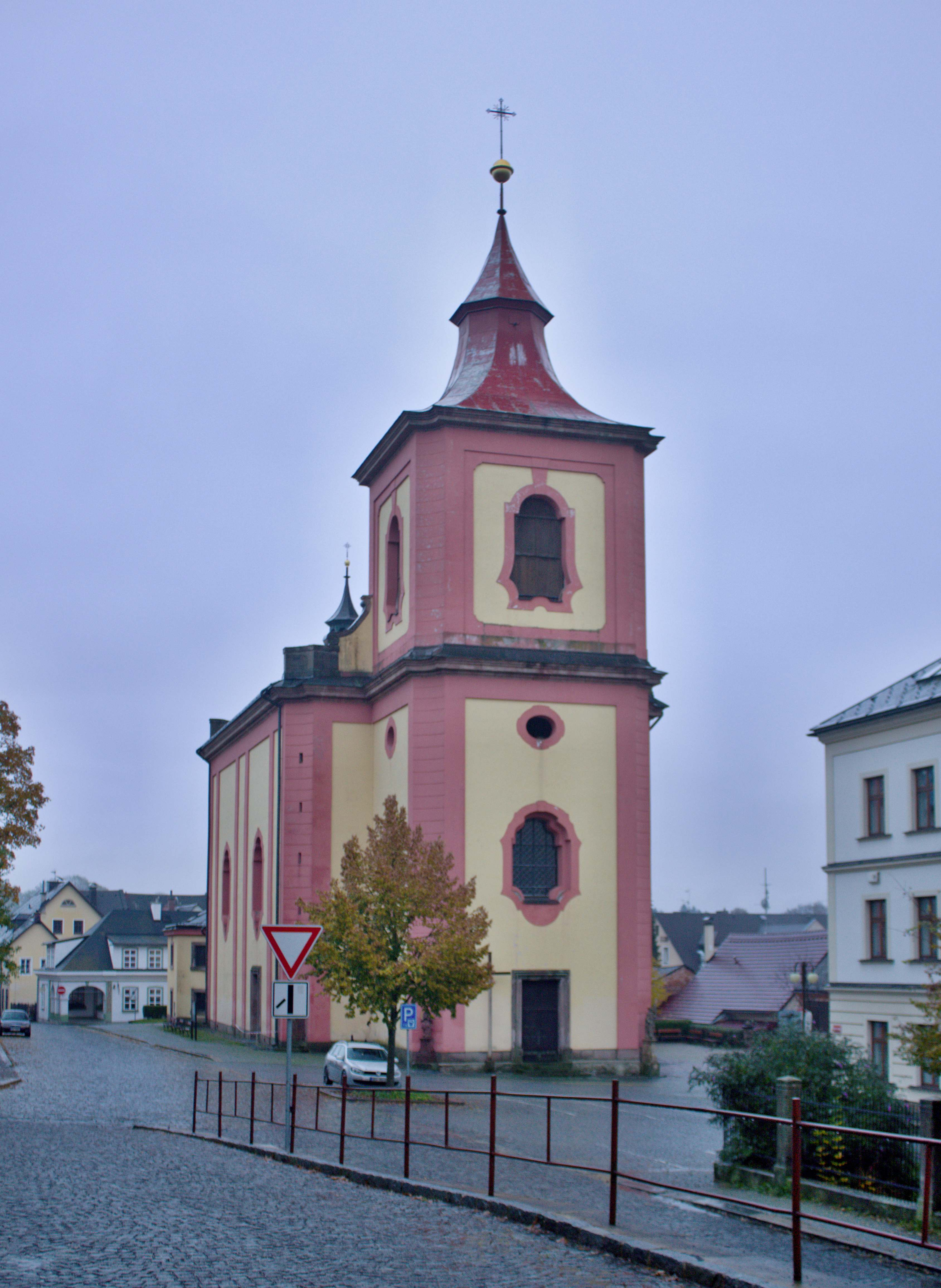
Farní římskokatolický kostel svatého Vavřince

V době předbělohorské bylo město výrazně nekatolické. Arnošt z Újezdce a Kúnic, majitel jilemnického panství, přešel roku 1530 k jednotě bratrské a od té doby všichni majitelé zůstali členy této církve až do třicetileté války. Valdštejnové ze štěpanického panství byli sice katolíky, avšak tolerantními. Rozdělené město mělo i rozdělenou farní správu. Farní kostel svatého Vavřince sloužil dolení straně Jilemnice, hoření část užívala kostel svaté Alžběty u zámku a zejména kostel Povýšení svatého Kříže. Po roce 1620 zde bylo přistoupeno k prvním rekatolizačním krokům, avšak blízké styky se sousedním Slezskem, možnost úkrytu v horách i správa pražského arcibiskupa kardinála Arnošta hraběte Harracha umírňovaly násilné rekatolizační kroky. V roce 1651 se v poddanských seznamech uvádělo pouze 33 katolíků, z toho 20 ve službě jilemnického zámku. Ve stejném roce vypuklo na Vrchlabsku a Jilemnicku povstání proti tvrdým rekatolizačním postupům Morzinů, které bylo záhy potlačeno. V té době z branského a jilemnického panství uteklo 1087 osob. (V některých případech vrchnost dohledávala a domáhala se vrácení svých uprchlých poddaných-exulantů, viz Volkersdorf.) Ani v dalších letech nebyla rekatolizace na Jilemnicku příliš úspěšná (svůj vliv na to mělo i to, že na celé jilemnické, branské, vrchlabské a lomnické panství byl jediný kněz, Salomon Ries). Po tvrdém potlačení nevolnického povstání v roce 1680 a nárůstem počtu katolických kněží ke katolicismu konvertuje stále více lidí. Počet nekatolíků je však nejasný, neboť v oficiálních záznamech nebyli vedeni. Již v první čtvrtině 17. století se však město prezentuje jako výrazně katolické a v roce 1721 je obnovena fara.

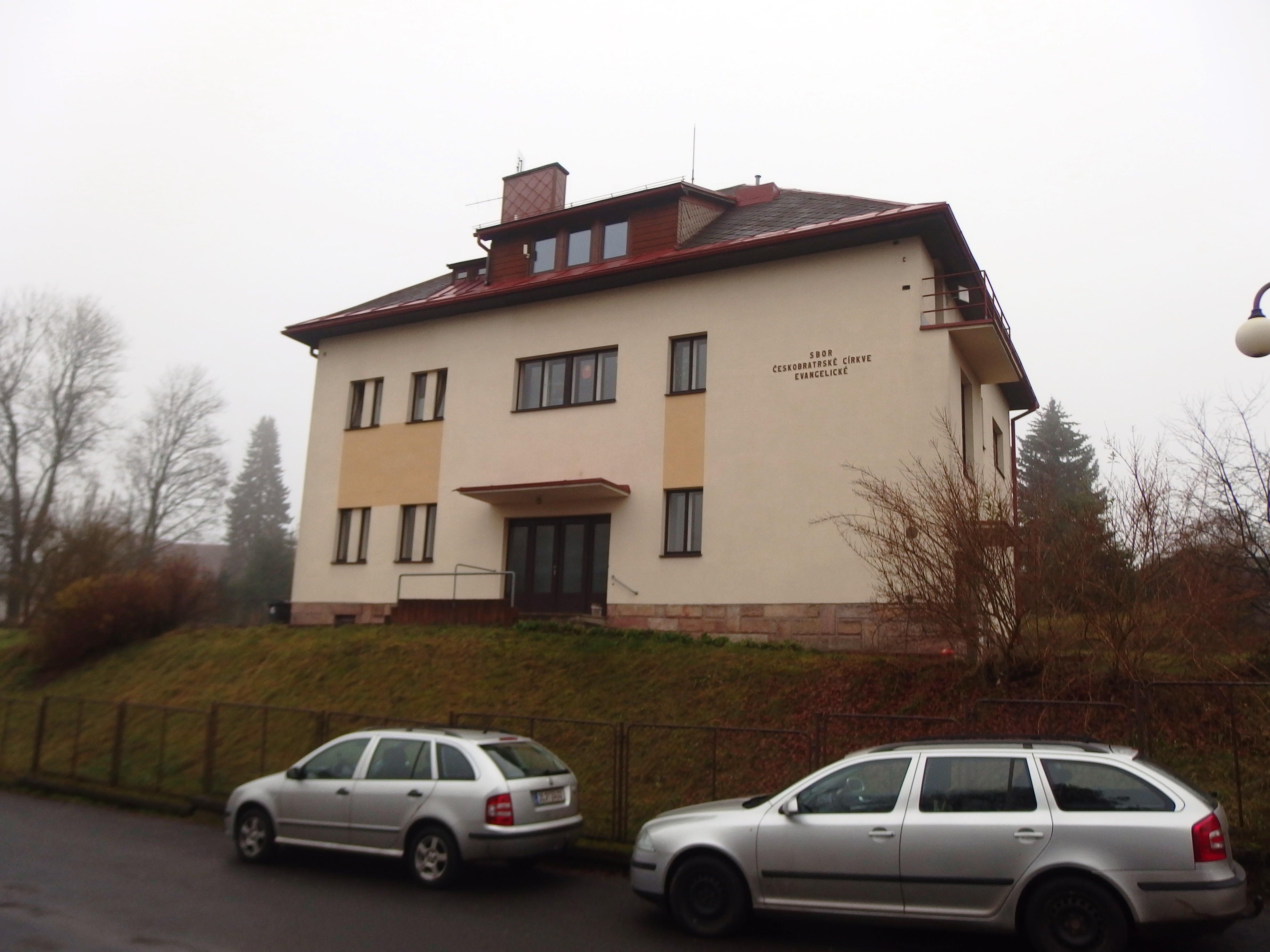
Farní sbor Českobratrské církve evangelické v Jilemnici

Po vydání tolerančního patentu se k evangelické víře nepřihlásil nikdo (v Hrabačově pouze 23 osob z rodu Josefa Janaty). Při sčítání lidu v roce 1890 bylo na území Jilemnici 76 evangelíků augšpurského vyznání a 11 evangelíků helvetského vyznání. Evangelické bohoslužby se konaly nejprve ve dvoře Pod Lázněmi, od roku 1893 v nové dvoraně.
Rozvoji katolického vyznání pomohlo i povýšení jilemnické fary na děkanství v roce 1885. Prvoděkanem se stal vlastenecký kněz František Bartoš. V roce 1900 se ke katolické víře hlásilo 96,94% obyvatel.
Po vzniku první republiky se evangelíci augšpurského a helvetského vyznání spojili v Českobratrskou církev evangelickou. Vznikla také Církev československá husitská (1921) a Církev bratrská (1913).
Roku 1921 je v Jilemnici napočítáno 65,52% katolíků, 5,75% členů Církve československé husitské, 5,60% příslušníků Českobratrské církve evangelické a 22,87% občanů bez vyznání.
Co se týče Židů na Jilemnicku, byli zde jen zcela výjimečně a na přechodnou dobu, např. během první a druhé světové války jako emigranti z Haliče a Polska.

## Obecní správa

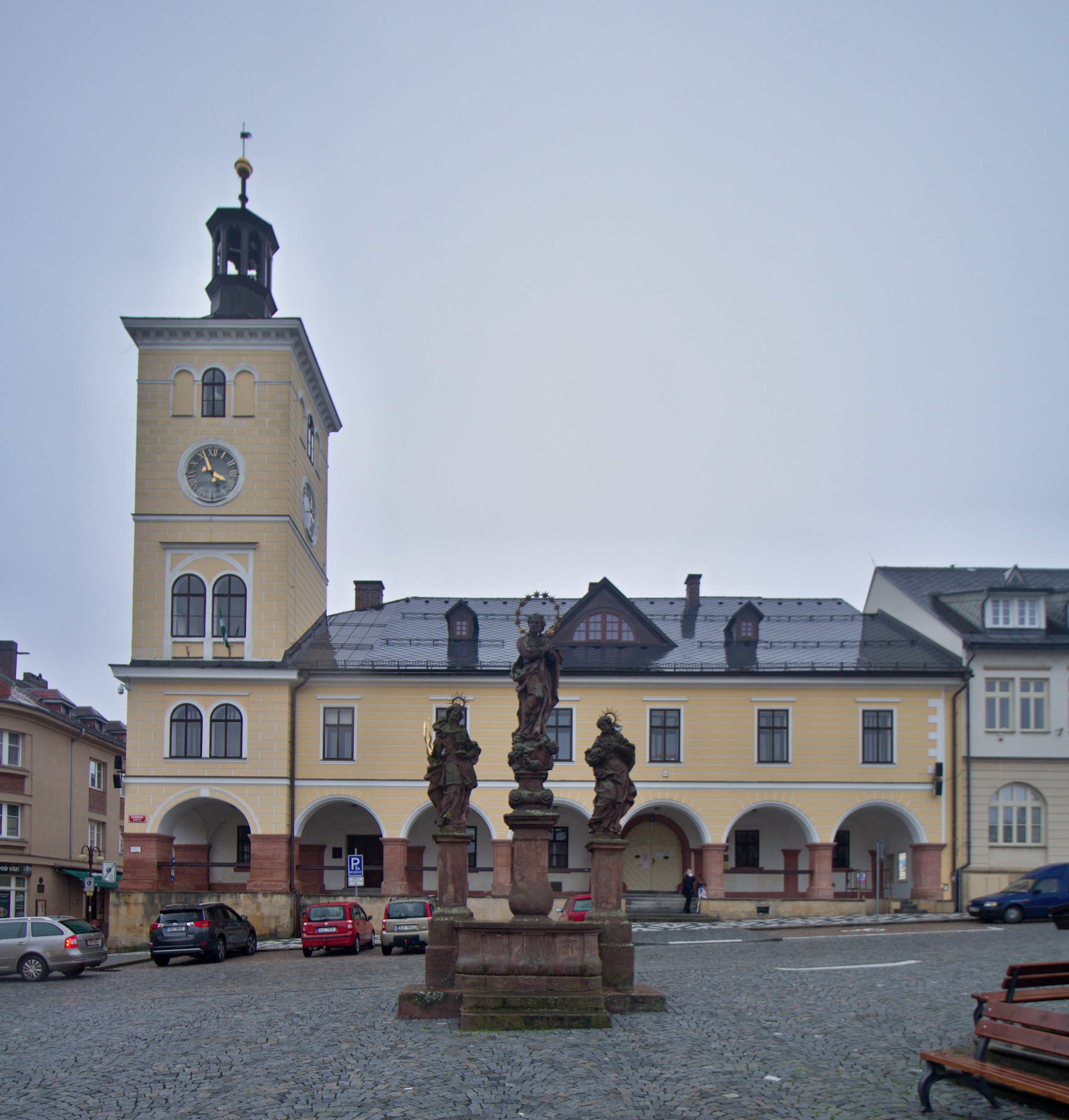
Radnice

### Části obce
- Jilemnice
- Hrabačov
- Javorek

### Zastupitelstvo a starosta
Jilemnické zastupitelstvo má sedmnáct členů, včetně starosty a jednoho místostarosty. Zastupitelstvo, rada i starosta sídlí na radnici na Masarykově náměstí.
V komunálních volbách 2010 vyhrálo volby Sdružení nezávislých kandidátů Jilemnice se ziskem 21,89%. Starostou se však stal dosavadní starosta Mgr. Vladimír Richter. Volební účast byla 50,36%.
| Strana/hnutí    | SNK Jilemnice     | ODS                 | SNK ED a VV            | KDU-ČSL              | SDH Jilemnice | ČESKÁ NEZÁVISLÁ | KSČM      |
| --------------- | ----------------- | ------------------- | ---------------------- | -------------------- | ------------- | --------------- | --------- |
| Počet %         | 21,89%            | 21,00%              | 12,83%                 | 12,27%               | 11,07%        | 11,04%          | 8,34%     |
| Mandáty         | 4                 | 4                   | 2                      | 2                    | 2             | 2               | 1         |
| Lídr kandidátky | Ing. Jana Čechová | MUDr. Jiří Kalenský | PaedDr. Václav Hartman | PaedDr. Jan Luštinec | Roman Kouba   | Eduard Seibert  | Jiří Deml |

V komunálních volbách roku 2014 vyhrálo opět Sdružení nezávislých kandidátů Jilemnice se ziskem 25,19%. Starostkou byla zvolena lídryně kandidátky Jana Čechová, 1. místostarostou se stal Vladimír Richter (ODS) a 2. místostarostou Ing. Vladimír Votoček (SLK). Volební účast byla 48,82%.
| Strana/hnutí    | SNK Jilemnice | SLK        | HNHRM        | ODS           | KDU-ČSL      | SDH Jilemnice | ČSSD            | KSČM      |
| --------------- | ------------- | ---------- | ------------ | ------------- | ------------ | ------------- | --------------- | --------- |
| Počet %         | 25,19%        | 15,42      | 14,79%       | 13,41%        | 9,70%        | 8,15%         | 7,48%           | 6,26%     |
| Mandáty         | 5             | 3          | 3            | 2             | 1            | 1             | 1               | 1         |
| Lídr kandidátky | Jana Čechová  | Aleš Vaněk | Jan Sucharda | Jiří Kalenský | Jan Luštinec | Jan Válek     | Štěpán Opluštil | Jiří Deml |

V komunálních volbách v roce 2018 vyhrála strana ODS se ziskem 19,48%. Starostou byl zvolen bývalý starosta Vladimír Richter a místostarostou Vladimír Vinklář (SDH Jilemnice). Volební účast byla 53,28%. Hlavním tématem voleb byla stavba/rekonstrukce koupaliště a dostavba areálu Hraběnka. Téma koupaliště pak bylo nejspíše příčinnou neúspěchu SNK Jilemnice, kdy během minulého volebního období proběhlo referendum o stavbě předraženého koupaliště, které bylo obhajováno starostkou města Ing. Janou Čechovou (SNK Jilemnice). V referendu občané rozhodli o zastavení projektu.
| Strana/hnutí    | ODS              | HNHRM      | SDH Jilemnice    | SNK Jilemnice     | SLK             | KDU-ČSL              | SPD               | ČSSD                  |
| --------------- | ---------------- | ---------- | ---------------- | ----------------- | --------------- | -------------------- | ----------------- | --------------------- |
| Počet %         | 19,48%           | 17,43%     | 14,11%           | 12,62%            | 11,51%          | 7,82%                | 7,46%             | 5,60%                 |
| Mandáty         | 4                | 3          | 3                | 2                 | 2               | 1                    | 1                 | 1                     |
| Lídr kandidátky | Bc. David Hlaváč | Evžen Malý | Vladimír Vinklář | Ing. Jana Čechová | Ing. Aleš Vaněk | PaedDr. Jan Luštinec | Bronislav Kalvoda | MUDr. Štěpán Opluštil |

V komunálních volbách 2022 kandidovalo osm subjektů, přičemž se do zastupitelstva nedostala pouze KDU-ČSL. Volby vyhrála ODS se ziskem 16,63%, výrazně pak posílilo hnutí SPD, které získalo 16,02%. Vládnoucí koalice však byla vytvořena bez účasti SPD, SDH (které spolu byly údajně domluveny) a koalice Jilemnice budoucnosti, která z jednání odešla pro neshody na programu. Po dvou ustavujících zasedáních byl zvolen starostou dosavadní starosta David Hlaváč a místostarostou Vladimír Horáček.
| Strana/hnutí    | ODS              | SPD                    | SDH Jilemnice    | MHNHRM           | Jilemnice Budoucnosti (Zelení, Piráti, Budoucnost) | SLK                   | Zdraví Sport Prosperita |
| --------------- | ---------------- | ---------------------- | ---------------- | ---------------- | -------------------------------------------------- | --------------------- | ----------------------- |
| Počet %         | 16,63%           | 16,02%                 | 16,01%           | 15,27%           | 13,78%                                             | 10,30%                | 8,15%                   |
| Mandáty         | 3                | 3                      | 3                | 3                | 2                                                  | 2                     | 1                       |
| Lídr kandidátky | Bc. David Hlaváč | Ing. Stanislav Zuzánek | Vladimír Vinklář | Vladimír Horáček | Mgr. Vojtěch Mečíř                                 | Mgr. Vladimír Valenta | Ing. Jana Čechová       |

## Průmysl
V Jilemnici byl dříve velmi rozvinutý textilní průmysl (Jan Hakl - oceněna na jubilejní výstavě v Praze roku 1891). Kapesníky vyráběly firmy Josef Gassner, Dominik Jerie, František Jerie (zal. 1879), Josef Finger a Karel Kubánek (1895). První firmou, která by se dala označit za továrnu, se stala textilka Ferdinanda Mládka. Později rodina Kubánků založila na počátku 20. století mechanickou tkalcovnu v Jilmu. Ve stejné době vznikla zpočátku skromná tkalcovna J. Čecha, pozdější Technolen.
- Brano dříve Ateso, PAL Autobrzdy
- Mehler Engineered Products, dříve Technolen
- Devro, dříve Cutisin – střívkárna

## Doprava

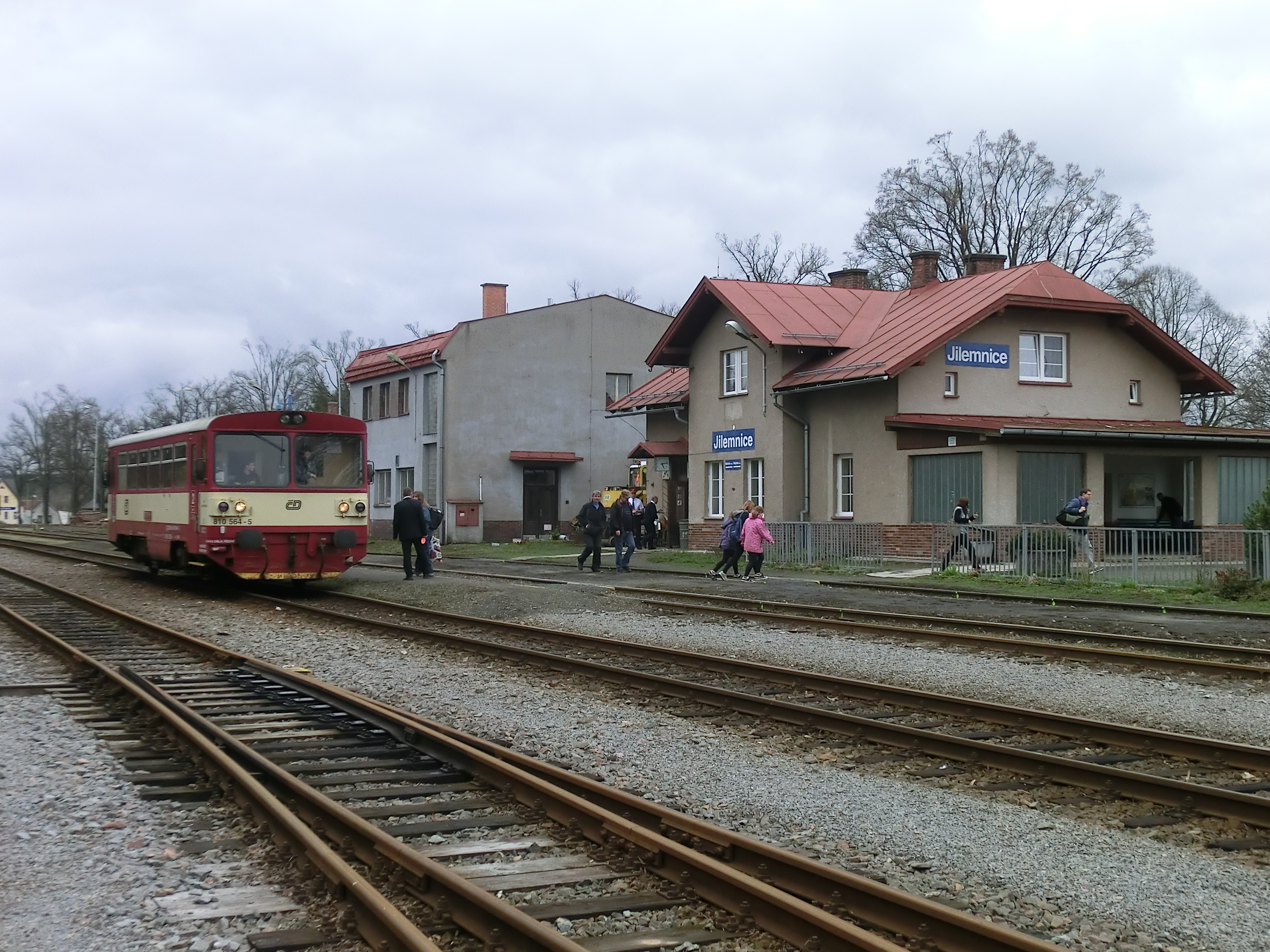
Železniční stanice Jilemnice

Jilemnice je dopravním uzlem pro obchod i turistiku. Setkávají se zde silnice II/286 (Jičín–Zlaté návrší) a II/293 (spojka k silnici II/295 (Horka u Staré Paky–Špindlerovka)), potažmo I/16 (Řevničov–Královec). Severní městskou částí Hrabačov prochází silnice I/14 (Liberec–Třebovické sedlo). Jilemnice je několika desítkami pravidelných autobusových linek spojena jak s obcemi a městy v blízkém okolí, tak i s krajskými městy Liberec, Ústí nad Labem, Hradec Králové a Brno i s hlavním městem Prahou.
Železniční spojení je zajištěno jednokolejnou neelektrifikovanou tratí Martinice – Jablonec nad Jizerou, která je v provozu od roku 1899. Její počáteční stanice Železniční stanice Martinice v Krkonoších (na trati 040 Chlumec nad Cidlinou – Trutnov) byla v roce 1871 původně označena jako stanice Jilemnice, po dokončení trati 042 byla dnešní stanice nádraží v Jilemnici nejprve pojmenována jako Jilemnice - město, k přejmenování obou stanic do současné podoby došlo později.

## Společnost

### Školství

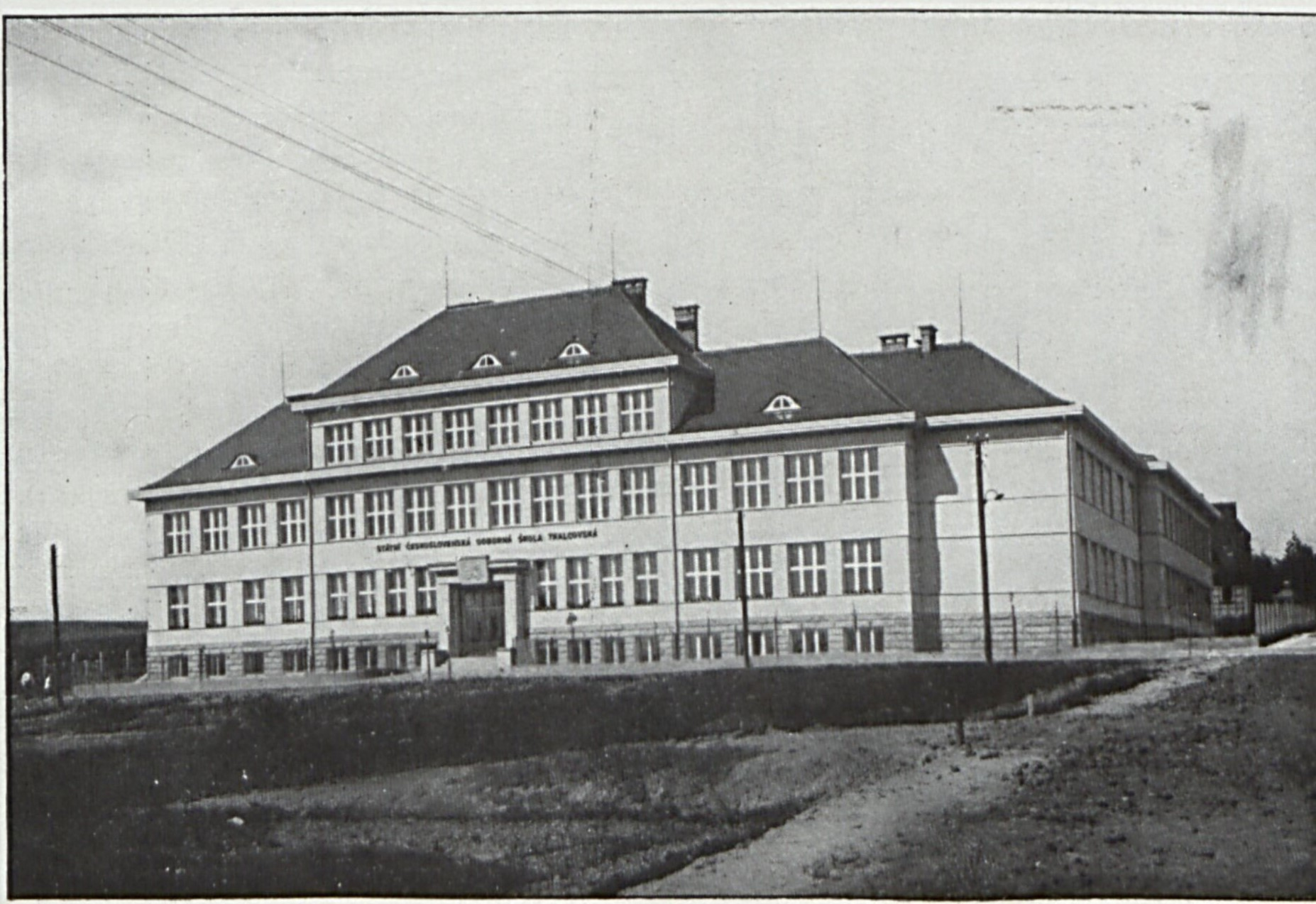
Budova Tkalcovské školy v roce 1934

Škola při faře v Jilemnici pravděpodobně existovala již před bitvou na Bílé hoře, avšak byla vpádem Švédů roku 1634 vypálena a zničena. Roku 1638 byla hejtmanem Václavem Vejrychem z Gemsenfelsu postavena nová škola, kterou užívaly děti z obou stran Jilemnice. Toto stavení však bylo chatrné a již v roce 1683 muselo být strženo a na jeho místě bylo vybudováno společným nákladem obou částí obce nové. Tato budova sloužila až do roku 1788, kdy byla poškozena velkým požárem města a dva roky poté byla uvedena do provozu nová zděná budova v Kostelní ulici (dnešní budova městského úřadu).
V roce 1867 byl slavnostně položen základní kámen nové budovy školy čp. 259 (dnešní Montessorri škola). Náklad činil 46 613 zlatých a značnou částkou přispěl Arnošt hrabě Harrach. V září 1869 byla škola za účasti 10 000 osob slavnostně vysvěcena.
Výnosem zemské rady z 9. května 1891 byla smíšená obecná škola rozdělena na čtyřtřídní chlapeckou a pětitřídní dívčí. Ředitelem dívčí školy se stal Jáchym Metelka. Pseudorenesanční budova dívčí školy (dnešní Základní škola Komenského) byla postavena dle plánů architekta Jana Vejrycha a postavena v letech 1897–1899 jilemnickým stavitelem Josefem Pošepným. Roku 1895 byla při chlapecké škole zřízena jednoroční průmyslová škola pokračovací. Poté, co v roce 1948 vstoupil v platnost zákon o jednotné škole byly pohlaví na jednotlivých školách sjednoceny, avšak v Jilemnici zůstaly dvě základní školy - ZŠ Komenského a ZŠ Jana Harracha.

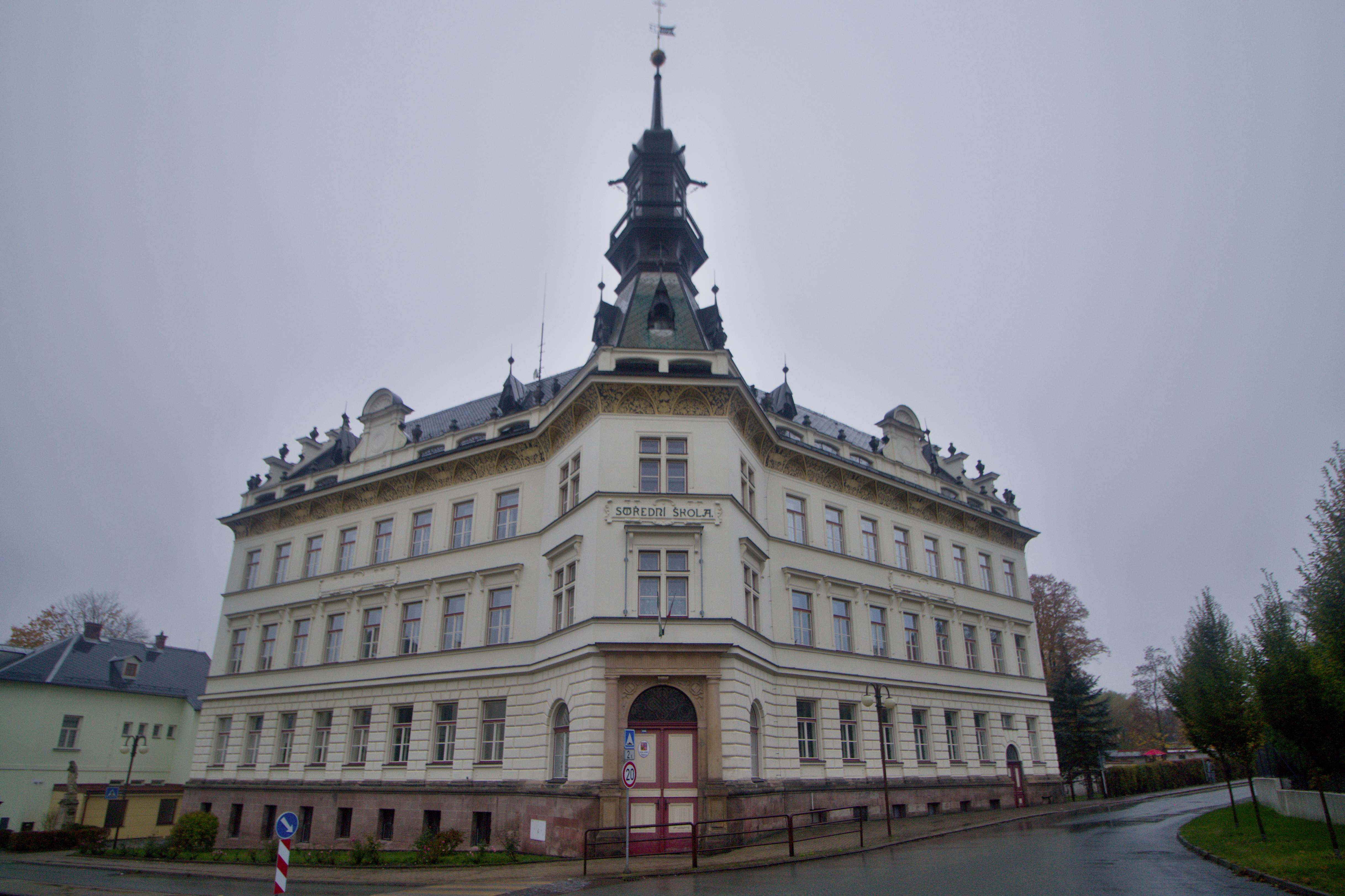
Dřívější dívčí škola, dnes ZŠ Komenského

Tkalcovská střední škola byla založena v roce 1873. Přes počáteční slabé počty žáků se škola uchytila a budova textilní školy (tehdy v budově č. p. 228) byla rozšiřována. Nakonec byla v roce 1933 postavena nová budova č. p. 460, která svému účelu sloužila až do sloučení textilní školy s gymnáziem.
V Jilemnici fungovala od roku 1925 do roku 1949 Okresní škola hospodářská. Byla vybavena třemi učebnami, dvěma kabinety, chemickou laboratoří, dílnami, internátem pro chlapce i dívky, prádelnou, žehlírnou, líhní pro kuřata a přilehlým školním statkem. Při tomto vzdělávacím zařízení byla také hospodyňská škola.

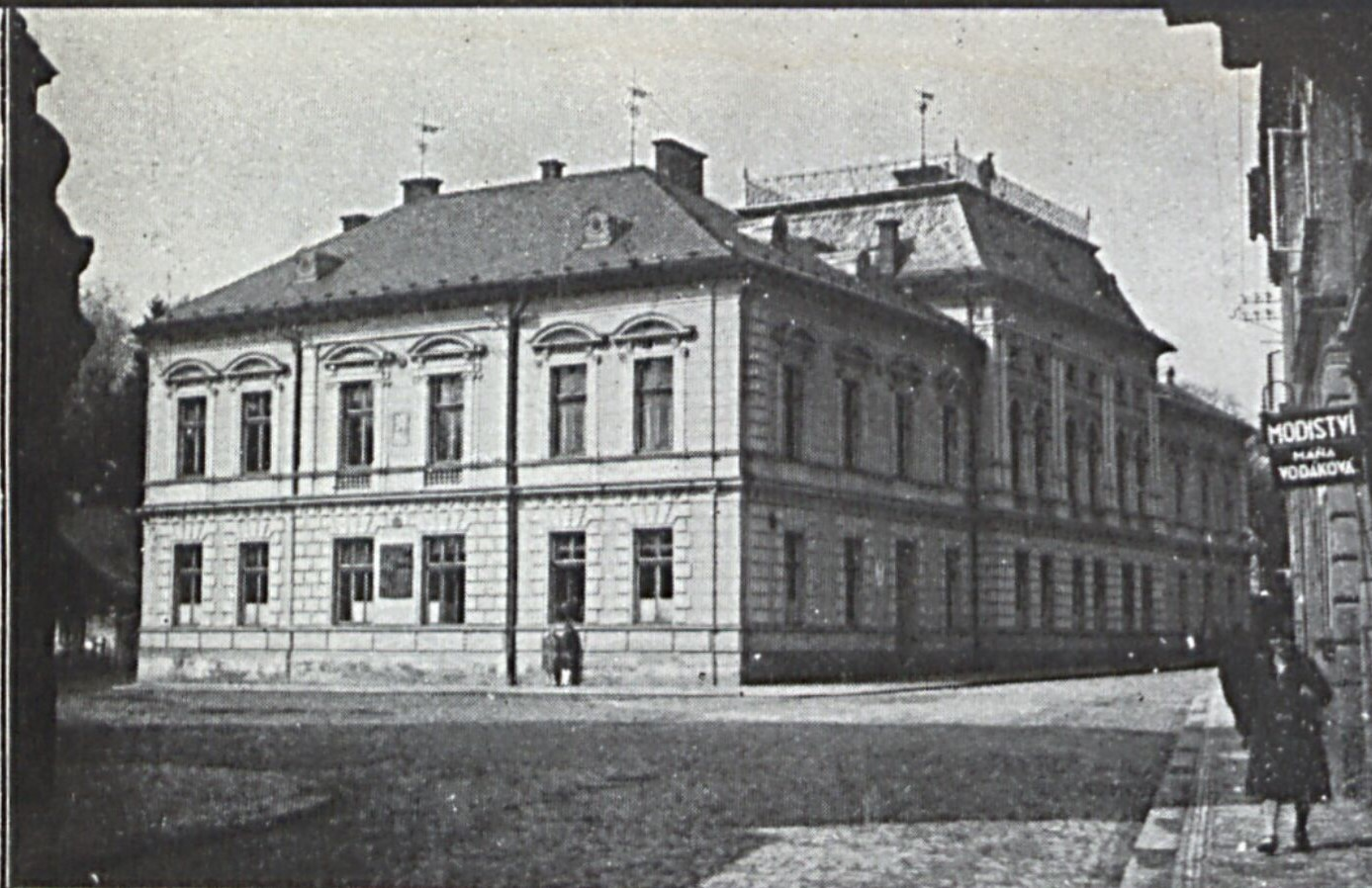
Budova základní školy Jana Harracha v roce 1934

Ve městě se také nacházela Výchovna České zemské komise pro péči o mládež (mravně ohroženou mládež). Sídlila v honosné budově č. p. 332, jejímž architektem byl Matěj Blecha. Cílem pobytu byla výchova ke kázni a pracovitosti. Budovu za druhé světové války zabrali okupanti, poté se v ní nacházel kojenecký ústav. Dnes budova chátrá.
Jilemnice je spádovým městem pro region západních Krkonoš. Tomu odpovídá i existence dvou základních škol, z nichž jedna má třídy se sportovním zaměřením.
Střední školství je zastoupeno školou s názvem Gymnázium, Střední odborná škola a Střední zdravotnická škola, Jilemnice, p. o., která vznikla 1. ledna 2006 sloučením dvou dosavadních škol (gymnázium a sportovní gymnázium; střední průmyslová škola textilní, která se nacházela vinou útlumu textilního průmyslu v regionu v potížích, pramenících z nedostatku zájemců o studium). Kromě všeobecného vzdělání nabízí škola obory praktická sestra a gymnázium se sportovní přípravou (se zaměřením převážně na zimní sporty, jakož i atletiku a cyklistiku). Jilemnice je považována za jedno z center vychovávajících běžce na lyžích.

### Kultura
Ve městě se nachází jednosálový biograf Kino 70, který byl svého času teprve druhým kinem s projekční technologií 70 mm. V kině se pořádá od roku 2014 lidskoprávní filmový festival Mnoho světů v Jilemnici.

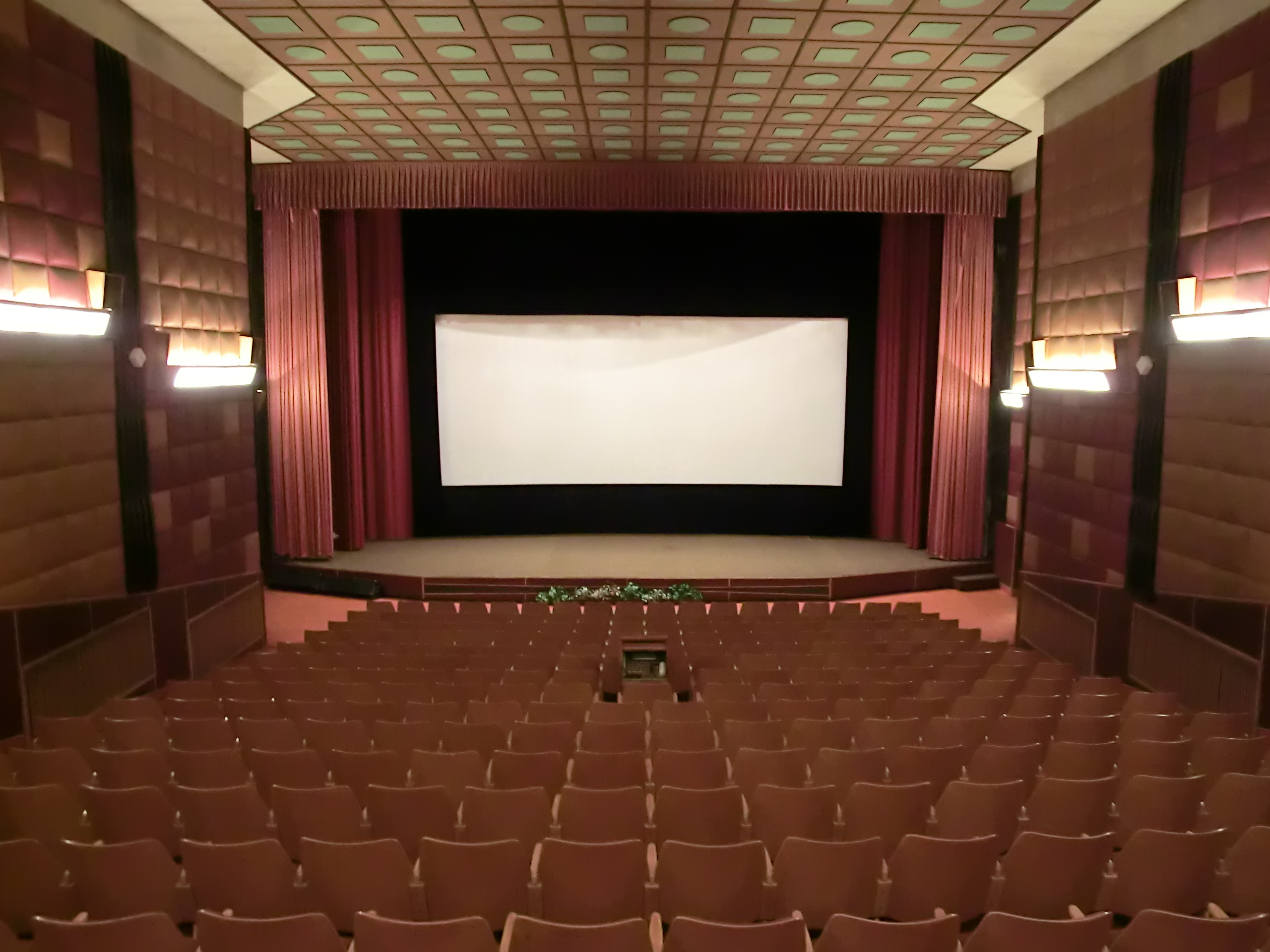
Interiér Kina 70

V roce 1860 byl v Jilemnici založen ochotnický spolek Kollár (kde se výrazně angažoval třeba pedagog Josef Bernard) a působil zde až do šedesátých let 20. století. Tradice ochotnického divadla zde byla velmi silná.
Působil zde také zábavní spolek Rámus (1872–1882), Divadelní odbor TJ Sokol Jilemnice (1896–1914), Dělnická vzdělávací beseda "Havlíček" Jilemnice (1899–1907), Akademický spolek "Podhoran" Jilemnice (1910–1913), Lidová scéna J. K. Tyl v Jilemnici (1913–1944). V současnosti zde funguje ochotnický spolek Divadlo v Roztocké založené roku 1991 Zdeňkem Karáskem a Dětský divadelní soubor Jilm založen v roce 1996.
Taktéž zde funguje taneční skupina PaulDance, která dosahuje významných výsledků ve světě (např. titul Mistři světa 2016 na Mistrovství světa IDO ve speciálních párových tancích)
Natáčela se zde část první epizody seriálu Hop nebo Trop.
V literatuře nalezneme Jilemnici především v románu Jaroslava Havlíčka Petrolejové lampy, Vlčí kůže a novele Synáček. Místní Tauchmannova vila sloužila jako předloha pro Hajnovu vilu v románu Neviditelný. Na Jilemnici vzpomíná ve svých básních i jeho syn Zbyněk Havlíček (např. ve své básni Sbohem můj rodný dome z cyklu „Jděte do prdele, všichni, všichni, všichni! Třetí manifest“ z roku 1960).
V Jilemnici byla 2004 založena skupina Koneckonců. Město také poskytlo inspiraci pro blackmetalové album Jilemnický okultista skupiny Master's Hammer.

### Sport

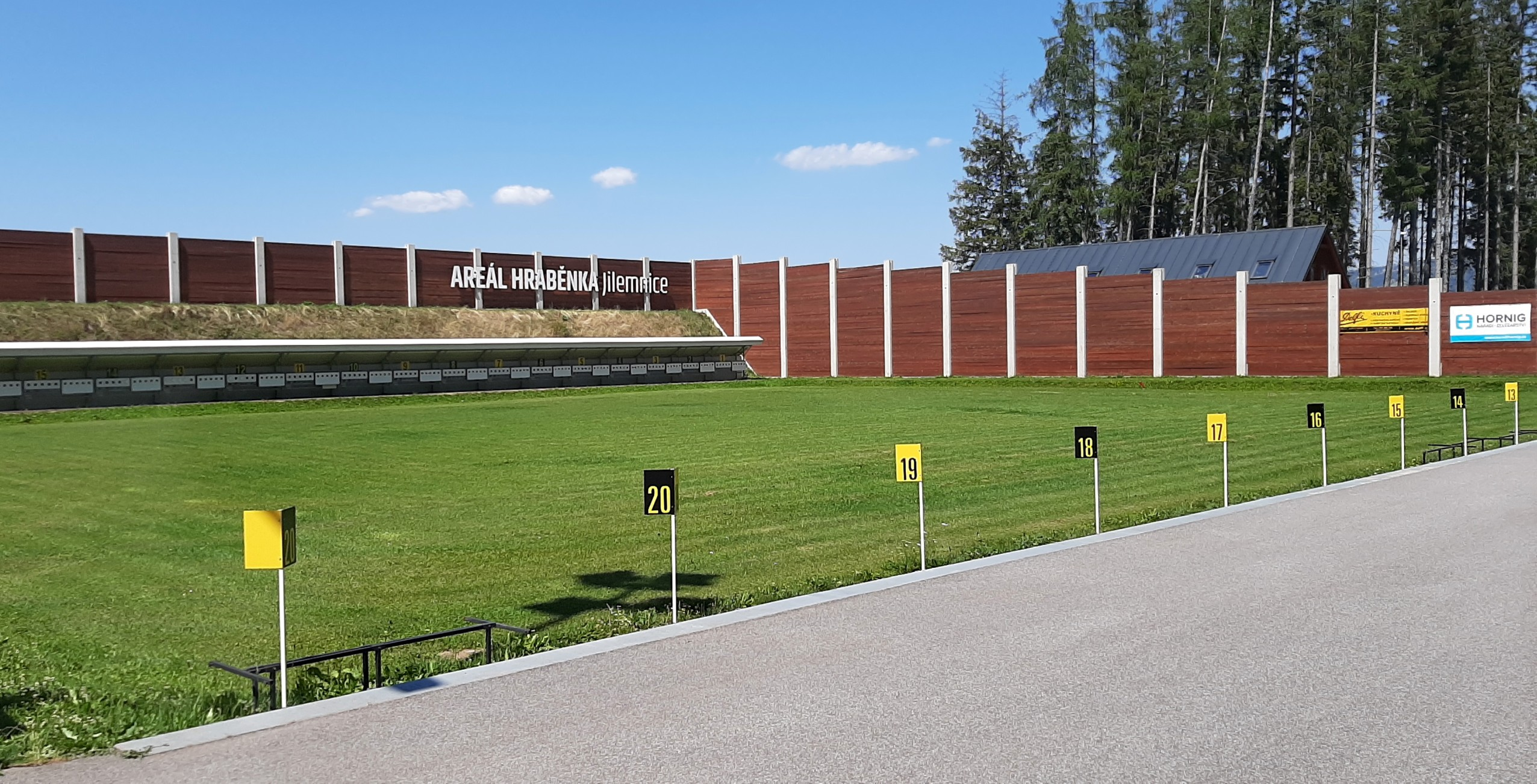
Biatlonová střelnice v areálu Hraběnka

Město Jilemnice je označována jako "kolébka českého lyžování". Již od roku 1894 zde sportovní lyžování organizuje Český krkonošský spolek SKI, nejstarší samostatný lyžařský spolek v českých zemích. Ve městě působí různé další sportovní spolky a organizace, například TJ Sokol či fotbalový klub SK Jilemnice.
Pro sport v krytých prostorách slouží především sokolovna na Tyršově náměstí, dále městská Sportovní hala ve Studentské ulici a několik školních tělocvičen. Ke sportu pod otevřeným nebem jsou využívány zejména víceúčelový sportovní stadion v někdejším Sokolském parku (s fotbalovým hřištěm, běžeckými dráhami, tenisovými kurty aj.), na jižním okraji města situovaný Všesportovní areál Hraběnka (s částečně osvětlenou asfaltovou in-line dráhou v délce 2,7 km a s biatlonovou střelnicí o dvaceti stavech) nebo školní hřiště ZŠ Komenského.

## Pamětihodnosti
Za péči o památky získala Jilemnice ocenění Historické město roku 2012.
Z nejznámějších památek lze vyjmenovat:
- Jilemnický zámek; je zde umístěn Metelkův mechanický betlém z roku 1983.
- Kostel svatého Vavřince – dřevěná stavba nahrazena kamennou, kterou dal roku 1729 vystavět Alfons hrabě Harrach
- Radnice na náměstí
- Bývalý hraběcí pivovar
- Kaple Božího těla v Jilmu
- Kaple svatého Isidora
- Kaple svaté Anny
- Hrabačovská zvonice
- Domy ve Zvědavé uličce

## Osobnosti

### Rodáci
- Josef Bernard (1891–1941), filolog, pedagog a kulturní pracovník, účastník protinacistického odboje
- Lukáš Berný (* 1978), spisovatel a rozhlasový moderátor
- Zdenko Feyfar (1913–2001), fotograf
- Betty Fibichová (1846–1901), operní pěvkyně
- Bohumil Hanč (1887–1913), lyžař
- Josef Hanuš (1872–1955), chemik, zabýval se zejména analytickou chemií
- Jaroslav Havlíček (1896–1943), prozaik 30. a 40. let, proslul psychologickými romány
- Zbyněk Havlíček (1923–1969), surrealistický básník a teoretik, profesí lékař-psychiatr
- Stanislav Henych (* 1949), lyžař
- Jan Herzog (1802–cca 1840), obrozenecký buditel a literát
- Jaromír Horáček (1900–1976), historik, folklorista, spisovatel a pedagog
- František Xaver Jerie (1848–1913), textilní podnikatel, dlouholetý starosta města, mecenáš
- Rudolf Kazda (1862–1929), organizátor kulturního a sportovního života v Jilemnici a okolí
- Otakar Krámský (1959–2015), automobilový závodník
- Marie Laušmannová (1858–1935), operní pěvkyně
- Miloš Lukáš (1897–1976), filolog, překladatel, polyglot a esperantista
- Václav Lukáš (1912–2009), archivář
- Stanislav Mach (1906–1975), hudební skladatel a dirigent
- Eva Matějovská (* 2000), zpěvačka a herečka
- Hynek Jaroslav Mejsnar (1837–1895), spisovatel, překladatel a pedagog
- Ladislav Nebeský (1937–2021), lingvista, básník, matematický badatel, pedagog, autor binární poezie
- Jaromír Nosek (* 1978), herec
- Ilona Plecháčová (* 2006), biatlonistka, dorostenecká mistryně světa z vytrvalostního závodu v Östersundu 2025
- František Pošepný (1836–1895), geolog a mineralog, zakladatel tzv. ložiskové geologie
- Karel Šebek (1941– od 11. dubna 1995 nezvěstný), surrealistický básník a výtvarník
- Miroslav Šimůnek (* 1978), herec
- Jan Weiss (1892–1972), spisovatel, jeden ze zakladatelů české sci-fi literatury
- Stanislav Zindulka (1932–2019), herec

### Osobnosti s Jilemnicí spojené
- Jindřich Ambrož (1878–1955), městský tajemník, podílel se na zvelebování a propagaci Jilemnice a jejího okolí
- Jan Buchar (1859–1932), řídící učitel, znalec Krkonoš, propagátor sportu (lyžování) a turistiky
- Jan Buchar (1895–1988), učitel, spisovatel, herec a dramaturg ochotnického divadla
- Ferdinand Václav Doubravský (1747–1829), skladatel a hudebník, v Jilemnici působil jako učitelský pomocník
- Jaroslav Feyfar (1871–1935), amatérský fotograf, profesí lékař
- Jan Nepomuk Harrach (1828–1909), hrabě, český vlastenec – mecenáš
- František Janalík (1938–2007), český fotograf, spisovatel, dlouholetý šéfredaktor časopisu Krkonoše
- Hana Jüptnerová (1952–2019), učitelka a disidentka
- František Kaván (1866–1941), malíř-krajinář, rodák z blízké Víchovské Lhoty
- Josef Mirovít Král (1789–1841), obrozenecký spisovatel a buditel, v Jilemnici působil jako kaplan
- Jan Lev (1874–1935), malíř
- František Marek (1929–2019), vědec, geolog, profesor geofyziky
- Jáchym Metelka (1853–1940), učitel a ředitel jilemnických škol
- Ivan Otto Mikšovič (1909–1987), novinář, spisovatel a zakladatel skautingu v Jilemnici
- Ladislav Nebeský (1983–1942), lékař, účastník protinacistického odboje
- Antonín Pochop (1862–1949), spisovatel a učitel, autor pohádek a literatury pro mládež
- František Poličanský (1798–1855), učitel a vlastenec, hudební skladatel a muzikant, organizátor jilemnického kulturního života
- Jaroslav Soukup (* 1982), biatlonista
- Jiří Šlitr (1924–1969), herec, zpěvák, hudební skladatel, klavírista a výtvarník
- Josef Valušiak (1934–2022), filmový střihač, pedagog
- Jan Vejrych (1856–1926), architekt, autor místních neorenesančních budov
- Zdeněk Vítek (* 1977), biatlonista, trenér ženské reprezentace biatlonu
- Veronika Vítková (* 1988), biatlonistka

## Partnerská města
- Świebodzice, Polsko
- Świeradów-Zdrój, Polsko

## Fotogalerie

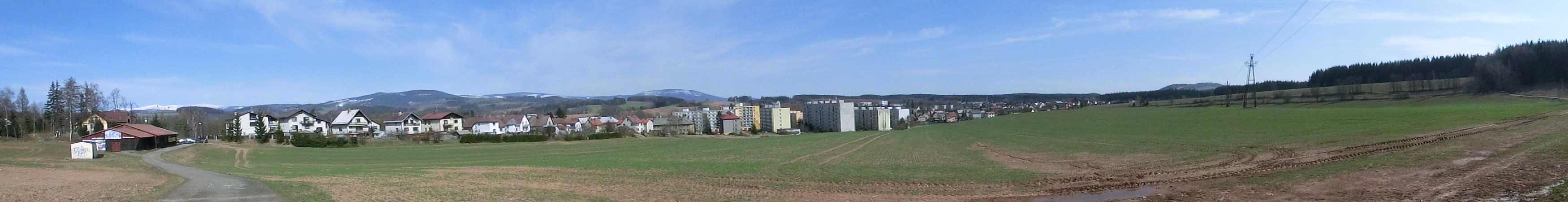
Jarní pohled na Jilemnici s panoramatem Krkonoš

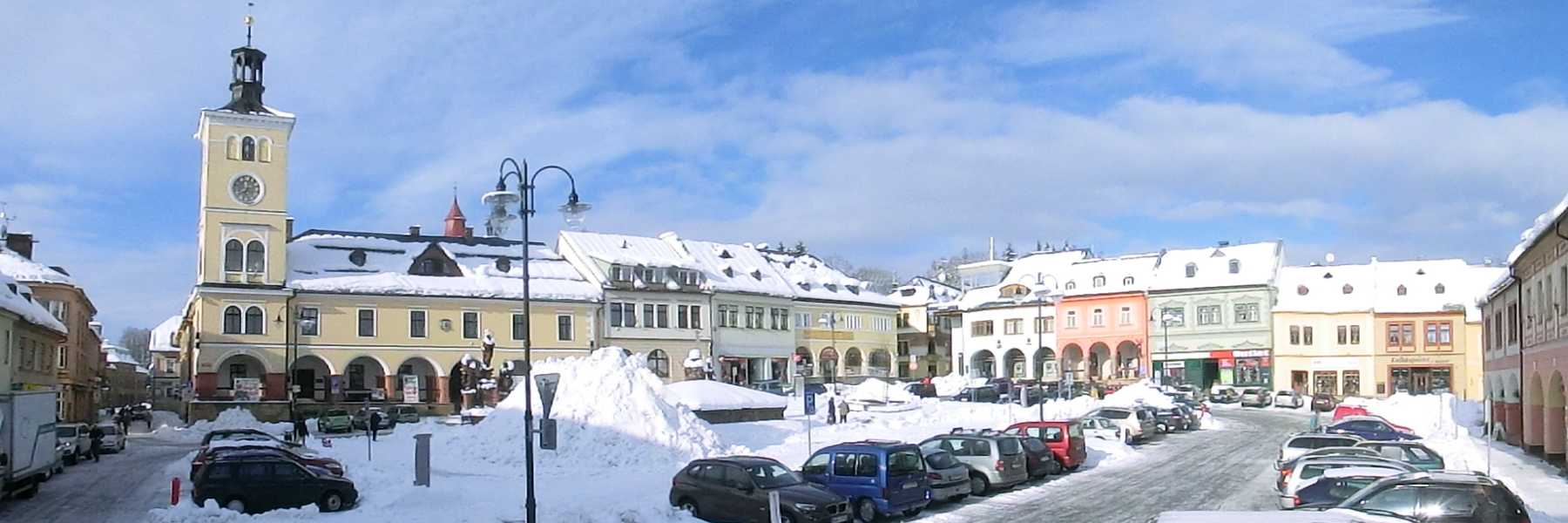
Jilemnické náměstí v zimě (vlevo radnice)

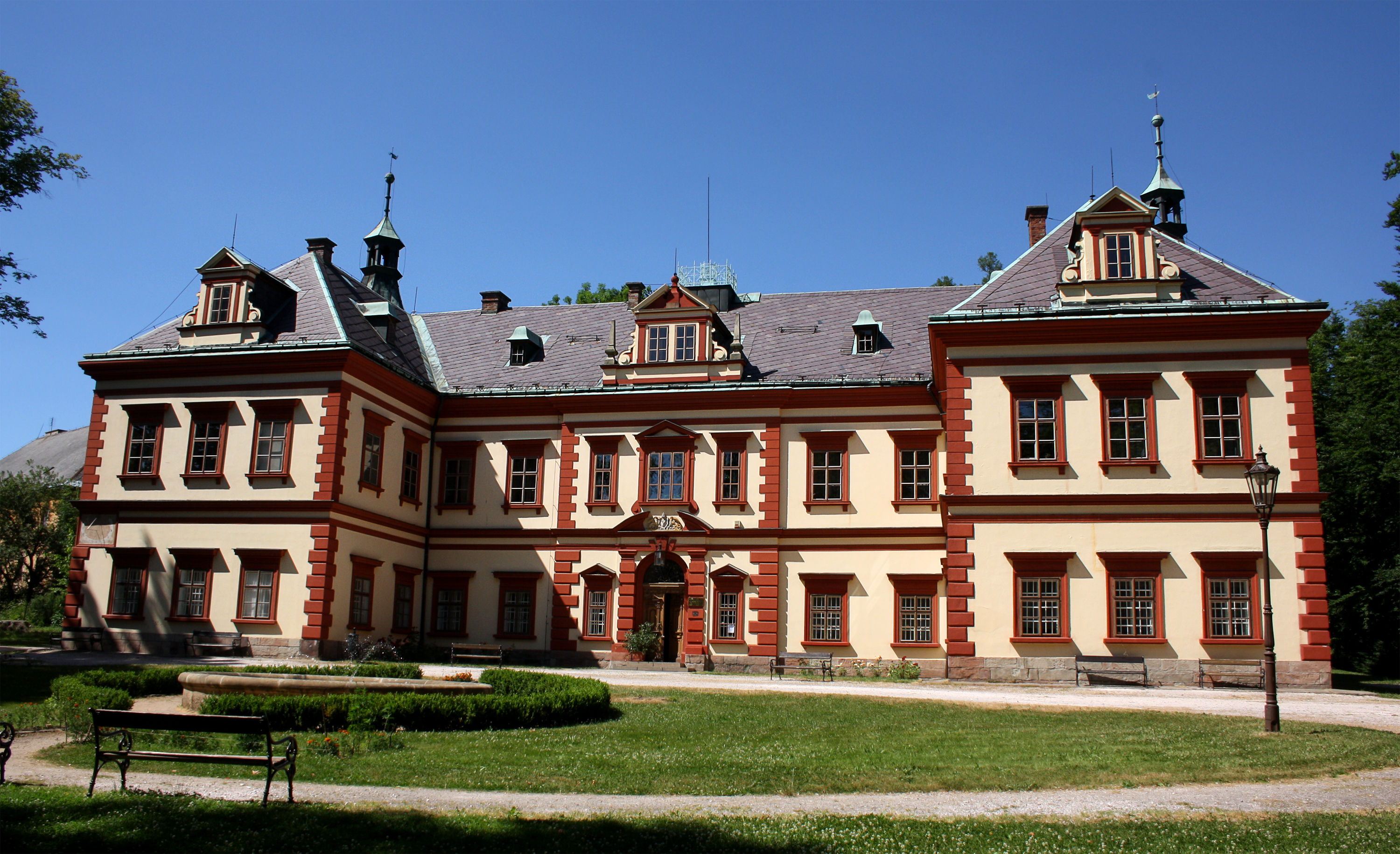
Krkonošské muzeum v Jilemnici
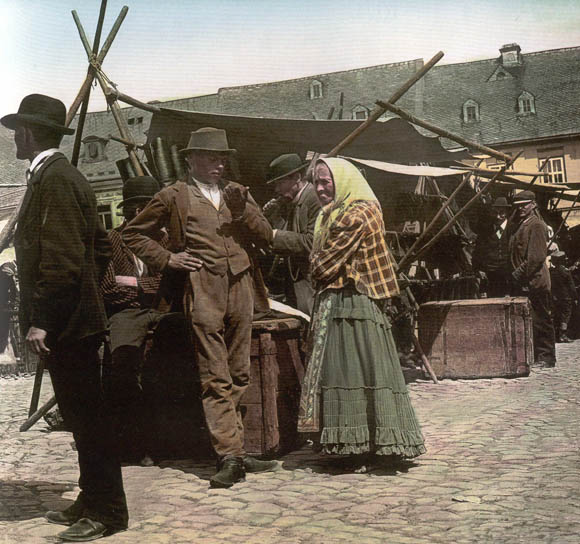
Jarmark na jilemnickém náměstí, foto Josef Vejnar (1897)
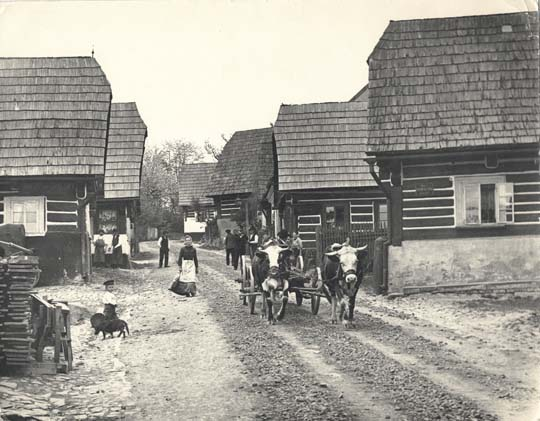
Zvědavá ulička, foto Jaroslav Feyfar (1907)
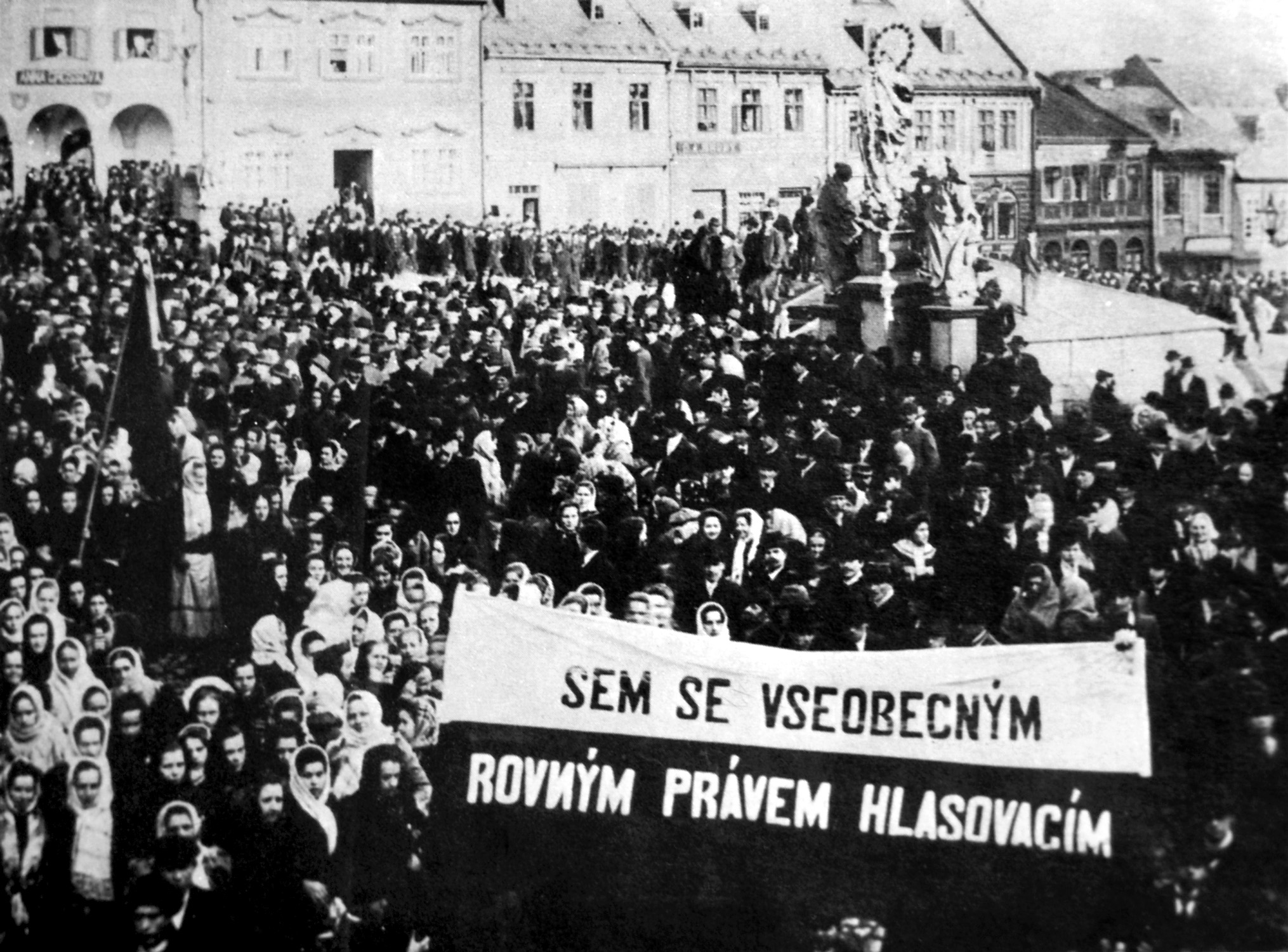
Demonstrace na jilemnickém náměstí, foto Jaroslav Feyfar (1907)